# Exposition coloniale de Marseille (1906)
Ne doit pas être confondu avec Exposition coloniale de Marseille (1922).
L'Exposition coloniale de Marseille en 1906 est la troisième exposition coloniale organisée en France, après celle de Rouen en 1896 et celle de Rochefort en 1898. Marseille fait partie en effet des grandes villes françaises qui bénéficient de l'expansion de l'Empire français à partir de la fin du XIXe siècle avec des échanges qui croissent considérablement.
Elle est l'occasion de la création d'un comité national des expositions coloniales en France, aux colonies et à l'étranger, chargé d'organiser d'autres événements similaires.

## Travaux préparatoires

### Genèse, financement, comités et autres commissions
Lors de l'Exposition universelle de 1900 tenue à Paris, une section dédiée aux colonies et pays sous protectorat avait été négociée par Jules Charles-Roux et s'était tenue sur un espace relativement réduit d'une dizaine d'hectares situé entre le Trocadéro et la Seine. Malgré le succès de cette partie de l'exposition, les résultats ne furent pas à la hauteur des espérances de l'organisateur qui regrettait un terrain trop en pente, des délais trop courts, des crédits insuffisants, etc.
L'idée d'une première exposition française exclusivement consacrée aux colonies mais à tenir à Marseille naît dans les milieux coloniaux (dont Étienne, Charles-Roux, Doumer, Doumergue ministre des colonies, et d'autres) et est portée par le docteur Édouard Marie Heckel, fondateur de l'école de médecine du Pharo spécialisée dans l'épidémiologie et les pathologies tropicales. Le 23 octobre 1902, il présente un projet qui décide le conseil municipal de Marseille à adopter le principe d'une exposition coloniale à Marseille. La municipalité vote un crédit d'un million de francs, le Conseil général et la Chambre de commerce apportent chacun 250 000 francs, l'État se montrant moins généreux en n'apportant que 150 000 francs.
Après maintes tractations, un décret présidentiel (une première pour une exposition hors Paris) daté du 1er mars 1904 reprend les propositions du maire Jean-Baptiste-Amable Chanot et nomme Jules Charles-Roux commissaire général et le docteur Heckel commissaire général adjoint. Un peu plus tard un comité supérieur de l'exposition composé de diverses personnalités est mis en place. Eugène Despagnat est directeur des travaux,.

### Le site
En matière de site, le choix se porte sur le champ de manœuvre du Rouet. Il a une surface de 24 ha et il est situé entre le boulevard Rabatau, le rond-point du Prado et le boulevard Michelet. En contrepartie l'autorité militaire reçoit un terrain un peu plus éloigné. À cette surface s'ajoutent une douzaine d'hectares prélevés sur un terrain appartenant à la compagnie du P.L.M.. Enfin M. Richard abandonne gratuitement pour une durée de deux ans un terrain de deux hectares situé en bordure du boulevard Michelet. En définitive un terrain plat d'une quarantaine d'hectares, soit quatre fois plus qu'au Trocadéro, est mis à la disposition des organisateurs ; c'est le futur parc Chanot.

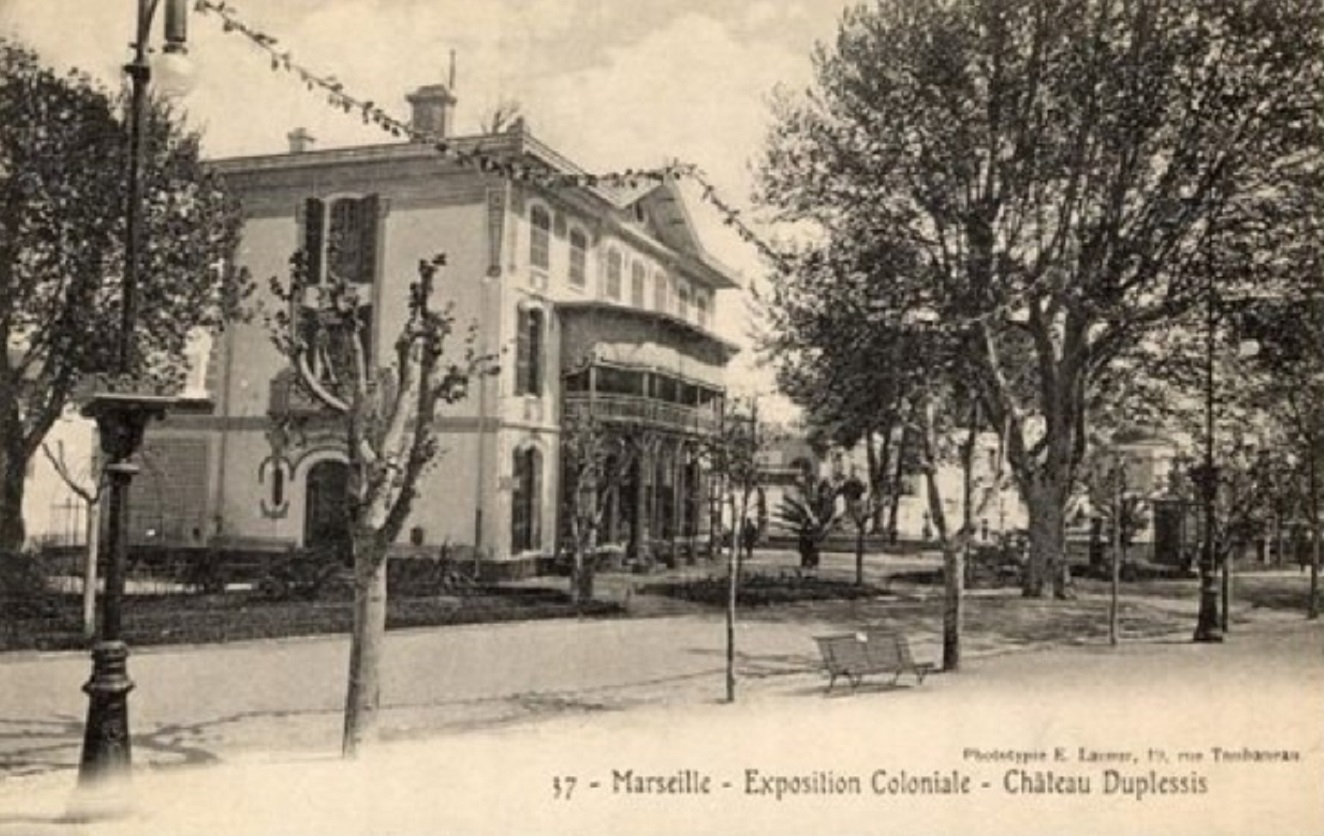
Château Duplessis.

Mais il faut d'abord organiser le déménagement des militaires. Entre janvier 1904 et février 1905 la commission de l'exposition fait réaliser divers travaux pour installer les militaires sur leur nouveau lieu : les cultures existantes y sont supprimées ; la commission de l'exposition fait recouvrir presque tout leur nouveau terrain de mâchefer tassé afin que la cavalerie puisse l'utiliser ; un point d'accès au ruisseau du Jarret est installé et entouré de barrières ; des toilettes et des fontaines d'eau potables sont mises en place ; et le magasin d'habillement installé au château Duplessis est déménagé dans la villa Tardieu. Ce château abrite les bureaux de l'administration du comité organisateur de l'exposition.
Le plan général de l'exposition dressé par Léonce-Aloïs Müller, architecte en chef, et Étienne Henri Bentz, architecte adjoint, est soumis début décembre 1904 à la commission des travaux.

Plans sur cartes postales
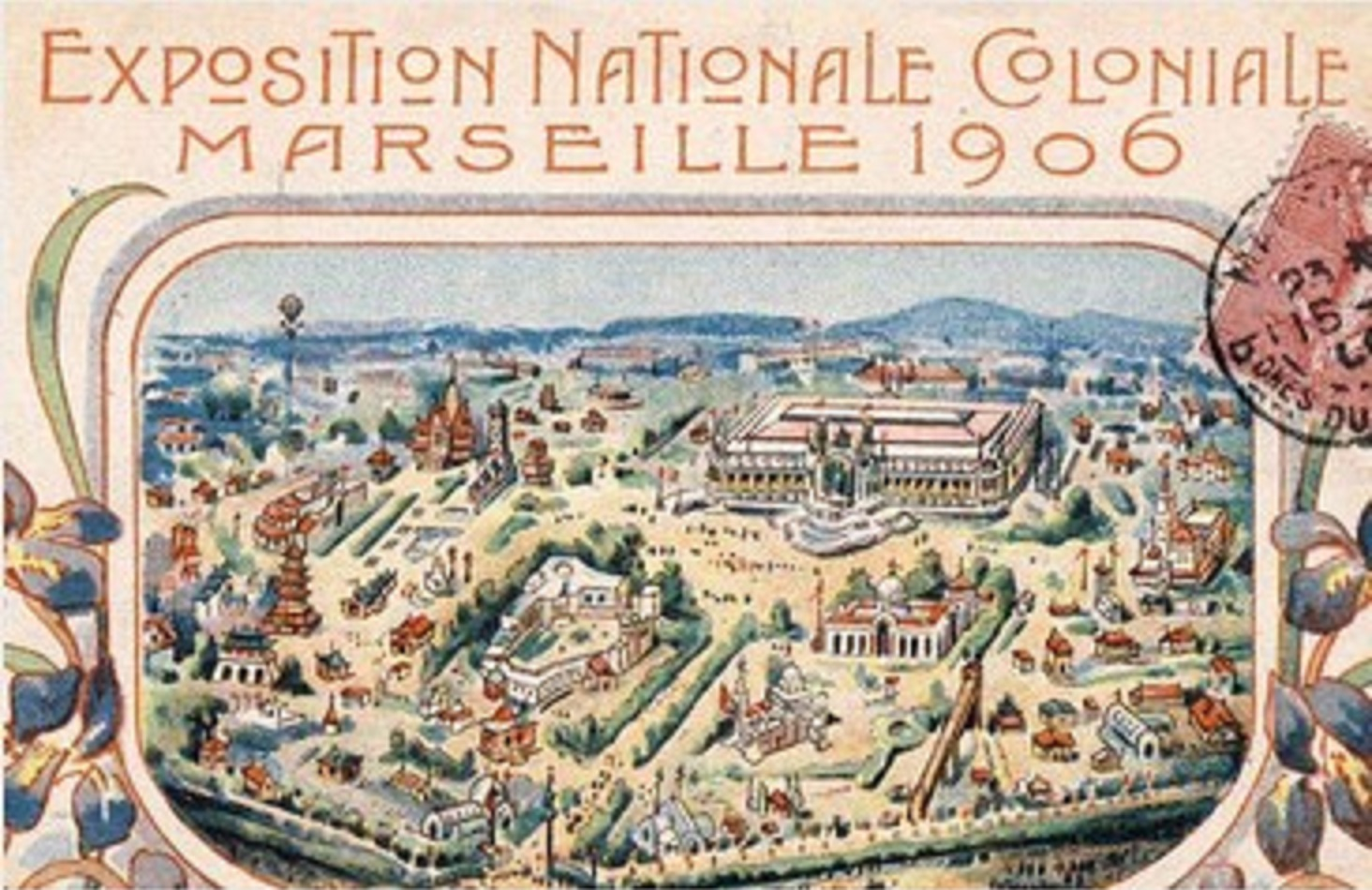
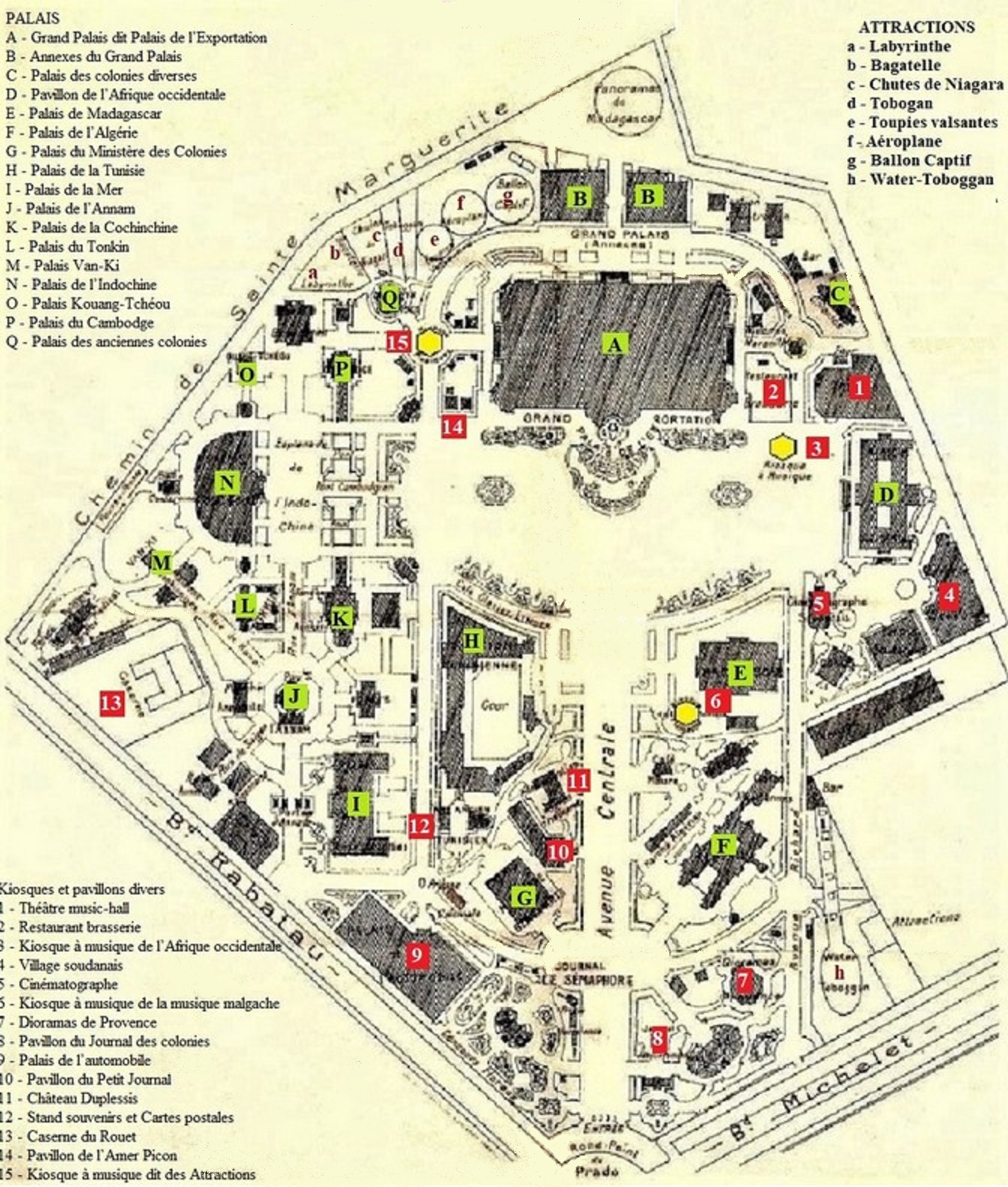
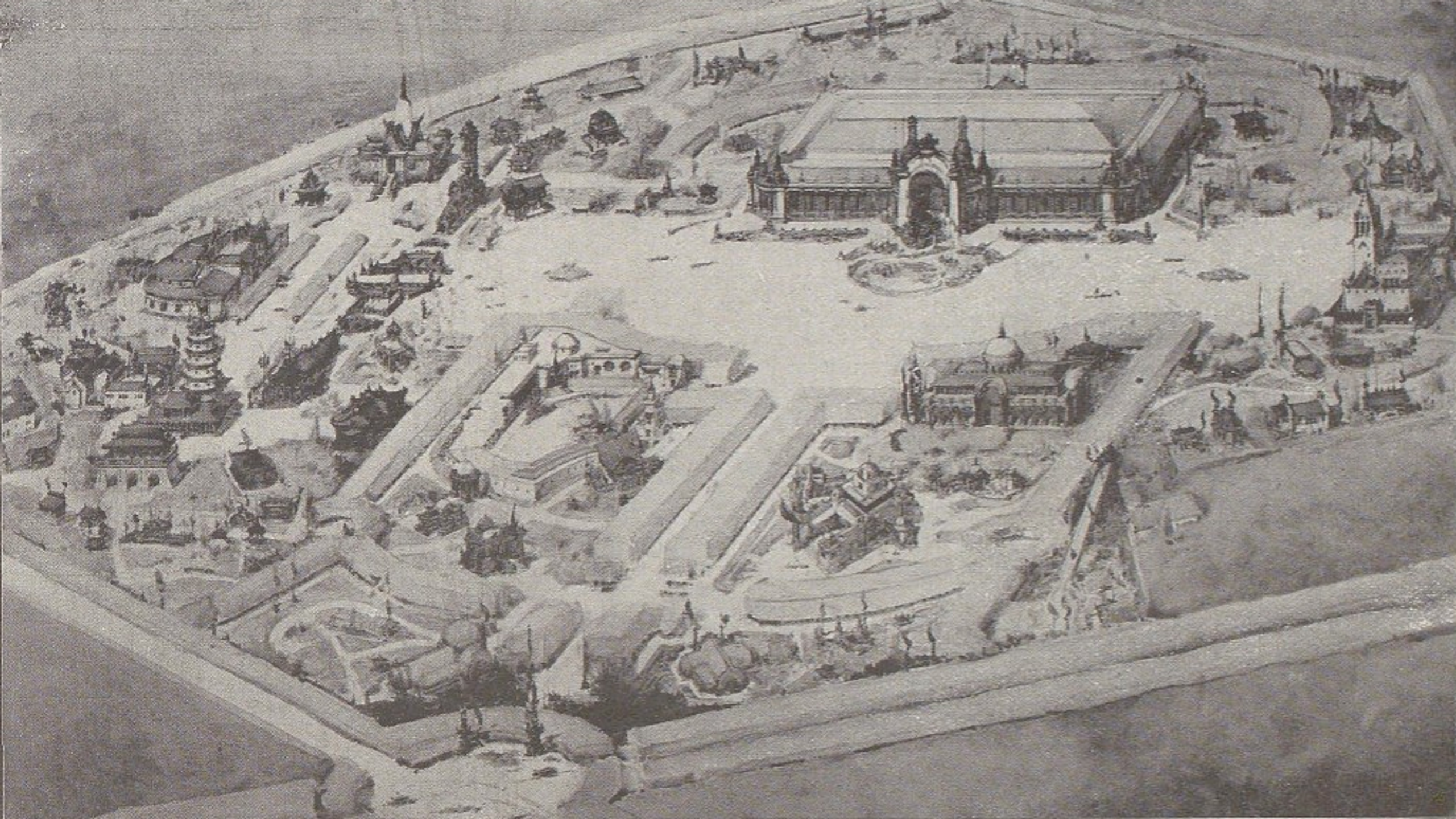

Les travaux pour l'exposition proprement dite commencent par la préparation du terrain. Deux béals le traversent ; obtenir les consentements des riverains pour les aménagements nécessaires des cours d'eau exige de fastidieux pourparlers et expertises judiciaires. Enfin l'ingénieur Guinard peut installer un chenal couvert en béton armé puis combler le lit du béal principal. Une clôture en bois à clairevoie est installée en périphérie, décorée sur les boulevards Rabatau et Michelet. Intervient aussi l'installation d'un réseau d'égouts car le terrain devient un marécage à chaque pluie : des tuyaux (en grès) suivent le trajet des allées principales et se réunissent le long de la grande avenue dans un collecteur central maçonné, qui se déverse dans un émissaire du Prado. Le terrain est nivelé par des décapements et remblais ponctuels selon le plan d'écoulement des eaux de surface. Les allées sont tracées — avec caniveaux s'évacuant vers les bouches d'égouts —, créées en mâchefer, gravier et sable, et bordées d'arbres (originellement, le terrain ne porte que quelques bouquets d'arbres et est entouré sur deux côtés d'une allée de platanes en partie gazonnée). Les premières plantations d'arbres commencent le 20 décembre 1904 avec des sujets hauts de 3,5 m.

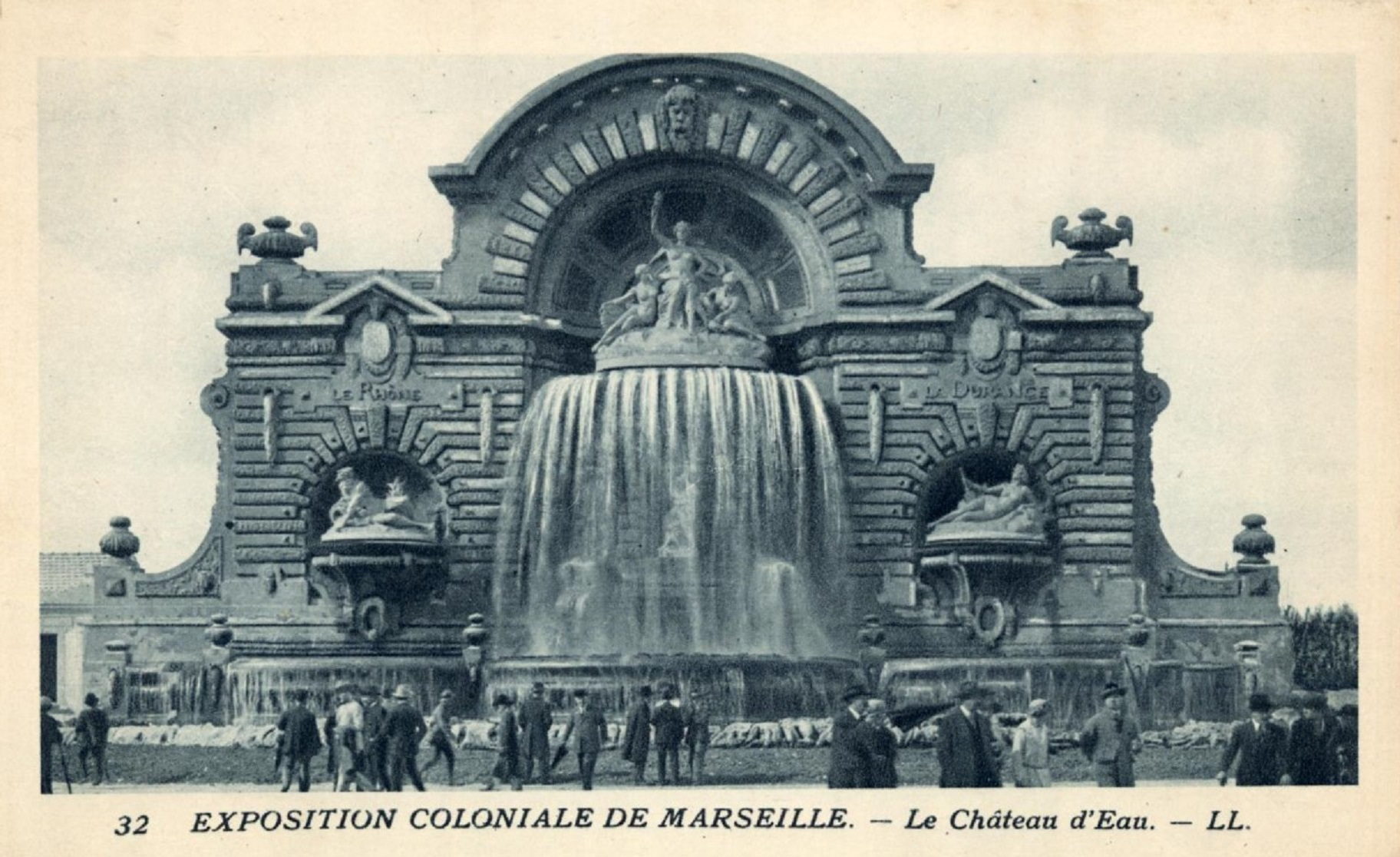
Le château d'eau

Espitaler, directeur du canal, assure l'installation des canalisations d'eau. Une canalisation en fonte de 30 cm de diamètre l'amène sur 2 km depuis le village de Saint-Tronc, se divise en deux parties en contournant le Grand palais, puis en nombreuses dérivations vers les différents sites : palais, pavillons, restaurants, cafés et exposants, postes d'incendie, arrosage des plantations, cascades, bassins, douze bornes fontaines qui débitent 100 l par seconde. 

La viabilisation du terrain est complétée avec le raccord à l'électricité (ingénieur Picou) et au gaz,. Des toilettes et urinoirs sont installés en divers points.
Le guichet principal est établi au rond-point du Prado ; deux guichets sont sur le boulevard Rabatau et un sur le boulevard Michelet.

## Réalisations
Une cinquantaine de palais ou pavillons sont prévus de part et d'autre d'une grande allée centrale bordée d'arbres partant du rond-point du Prado.

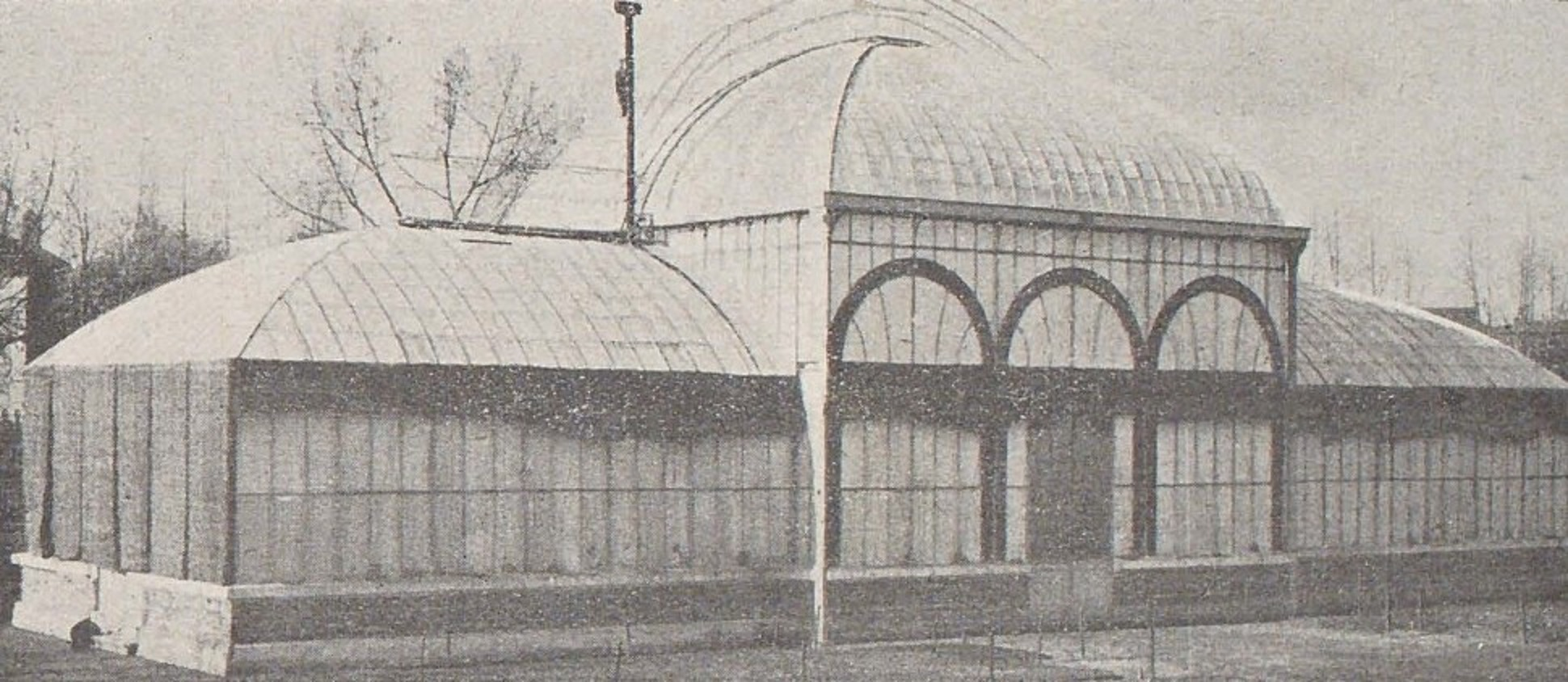
La grande serre

Une grande serre de 40 × 10 m est construite près de l'entrée principale et abrite des plantes exotiques à objectifs économiques (caféiers, cacaoyers, plantes à caoutchouc, etc.) ou à but décoratif (orchidées, palmiers : cycas, pandanus, dracaena, etc.). Elle est doublée d'une autre serre de 200 m2, fournie à titre gratuit par Mr Comte, constructeur à Saint-Just et exposant.
Divers palais et pavillons se construisent les uns après les autres ; mais c'est une cité éphémère car les bâtiments sont prévus pour être détruits à la fin de l'exposition ; d'où l'emploi de matériau léger à base d'éléments métalliques, démontables et récupérables. Les travaux se déroulent sans accrochage hormis une forte bourrasque qui cause quelques dégâts mineurs au Grand Palais, et une grève des charpentiers en novembre 1905 qui provoque un retard de 3 semaines rattrapé ensuite.

### Grand palais de l'exportation

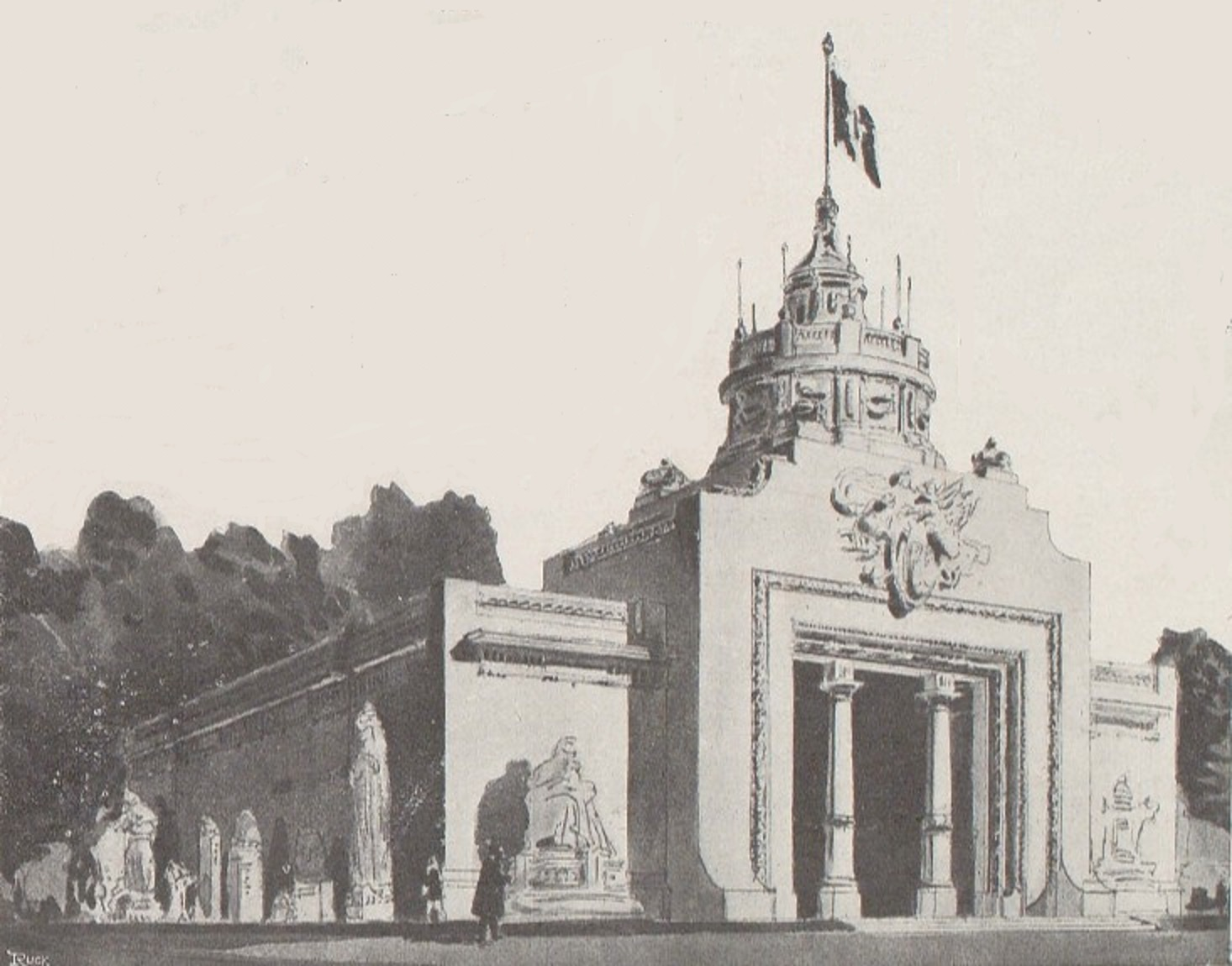
Palais du ministère des colonies et des beaux-arts

Au centre du parc, à l'extrémité de l'allée centrale, se trouve le Grand palais ou palais de l'exportation : 1 ha de surface bâtie à la charge du commissariat général de l'exposition, 130 m de longueur de façade.
Les architectes en sont Étienne Henri Bentz, Léonce-Aloïs Müller et Gaston Rambert. Il est commencé le 15 juillet 1905. La partie centrale, d'environ 3 500 m2 et en charpente métallique, est montée en 5 mois 1/2 par la Maison de construction de Levallois-Perret (ingénieur Édouard Allar). Les galeries de pourtour et le pavillon central sont en charpente bois, moins chère que le métal ; elles sont commencées par l'entrepreneur marseillais Faron, qui doit aussi assurer les couvertures et revêtements du tout — mais, avec l'accord de l'administration, il cède son entreprise au bout de quatre mois à l'entrepreneur Haoul de Paris et Lyon. La partie décorative en staff est du sculpteur parisien Raynaud, les sculptures de la façade (symbolisant toutes les exportations françaises) par André,.

Le Grand palais est achevé le 15 mars 1906 mais officiellement remis à la commission de réception des produits le 26 janvier 1906. Or dès cette date l'affluence des exposants est si grande qu'il faut décider de la construction d'annexes,.
Il présente les diverses activités de la métropole et surtout de Marseille : huilerie et savonnerie, tannerie, ameublement, raffinage du soufre et du sucre, usine à plomb, chantier naval, etc.
Il abrite dans son aile gauche une exposition d'art provençal, comprenant de grand noms en peinture et sculpture comme Finson (qui a séjourné à Aix), Daret, Puget, Serre, Comte, Fragonard, Van Loo, Boze… ainsi que des faïences de Moustier, de Saint-Jean-du-Désert, de Marseille ; des meubles de Digne et d'Arles, de la ferronnerie d'Avignon… La Provence est aussi représentée par le « mas de Santo-Estello » du Syndicat d'initiative de Provence.

Le Grand palais de l'exportation
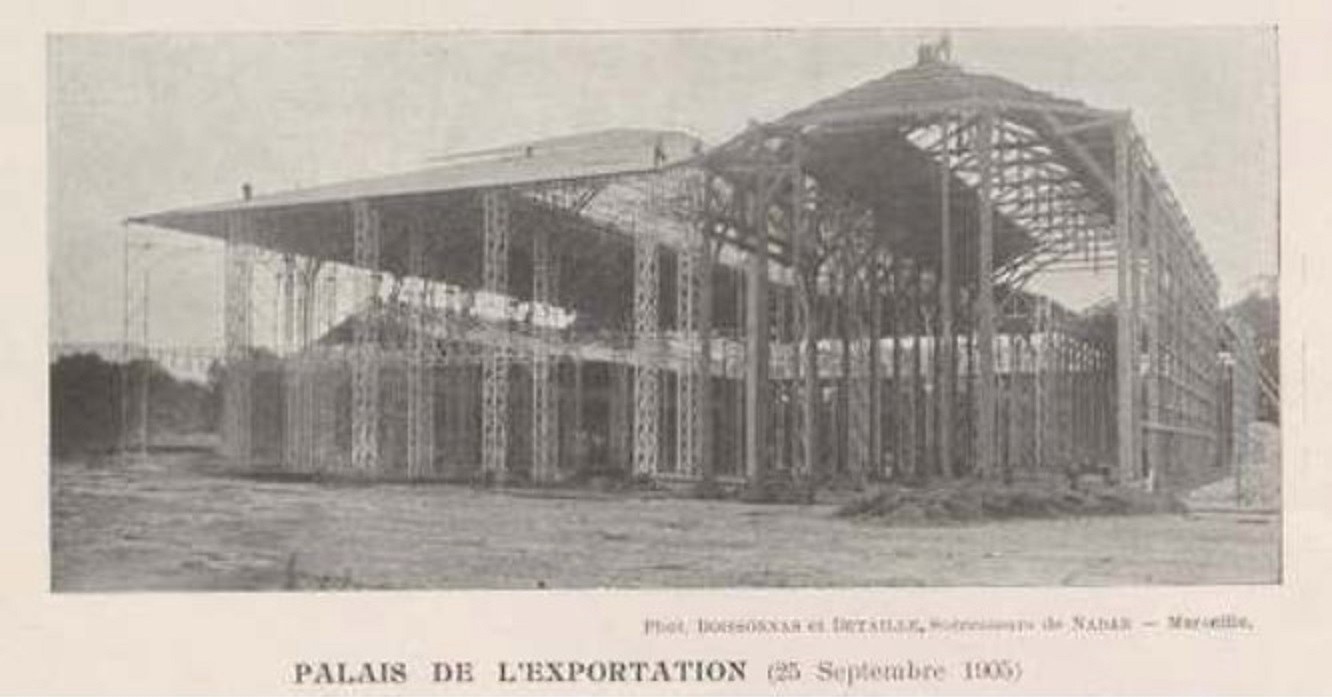
En construction, 25 septembre 1905
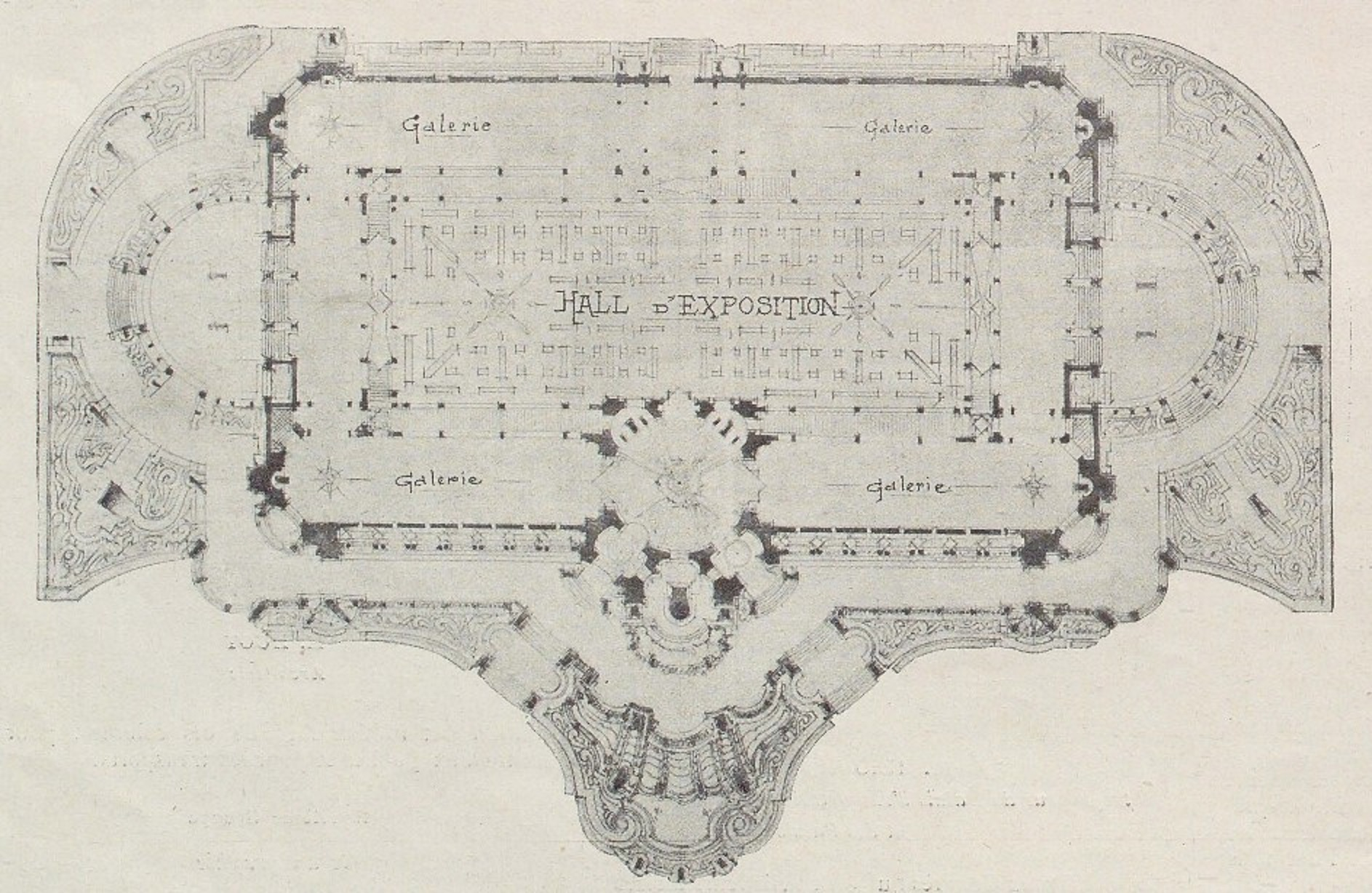
Le plan parterre
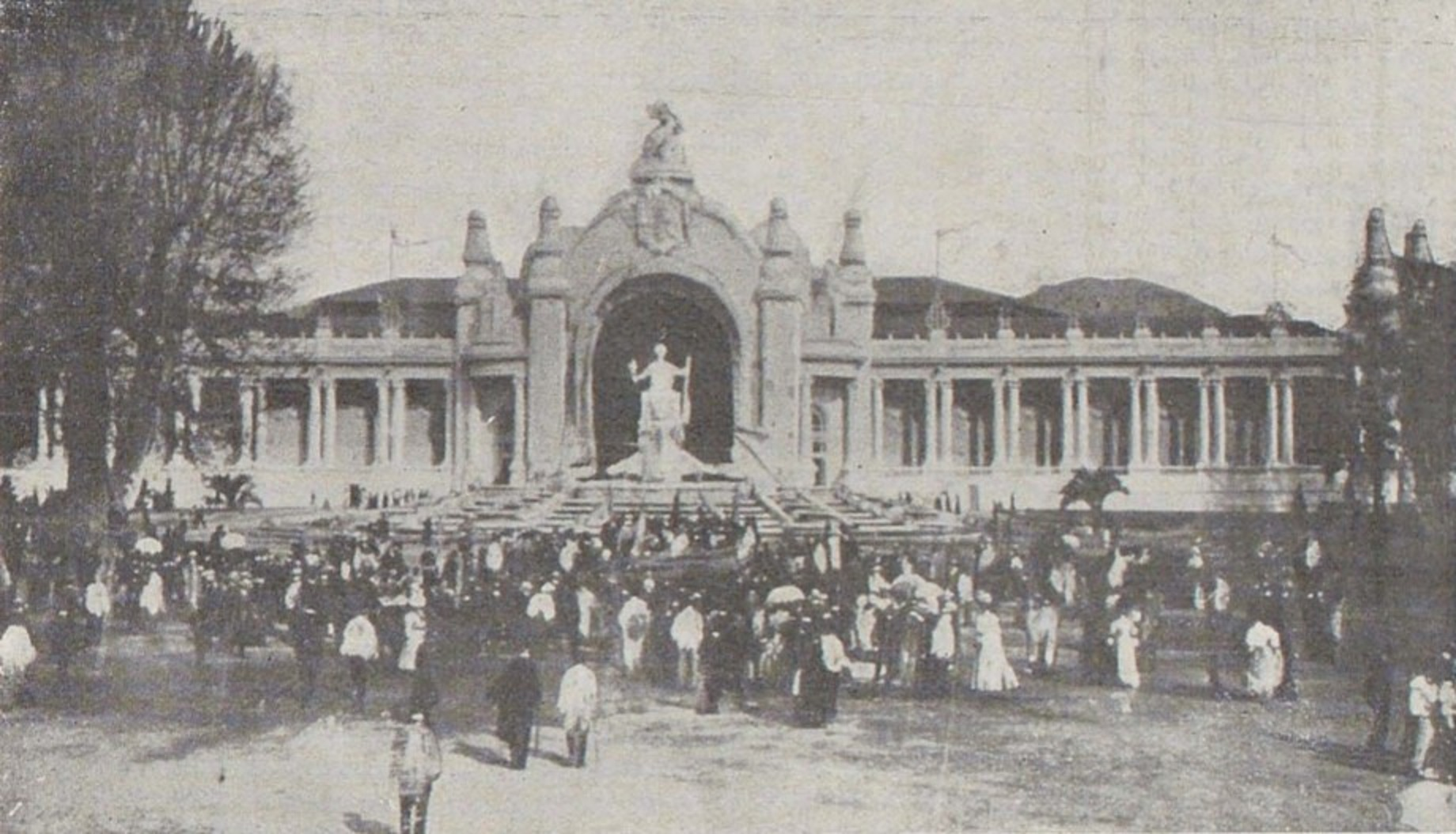
Le Grand palais achevé

### Palais du ministère des colonies et des beaux-arts
Son architecte est Georges Sébille (Mairie annexe du 14e arrondissement de Paris, urbanisme à Nantes, urbaniste-conseil d'Héliopolis (près du Caire)…).
Dans son entrée se trouve une statue de Jules Ferry par Antonin Mercier. Ce palais regroupe les tableaux des principaux peintres orientalistes modernes et anciens : les modernes dans une grande salle au centre, les anciens (Delacroix, Decamps, Chasseriau, Fromentin, Fantin-Latour, Regnault, etc) dans deux autres salles. Une autre salle réunit les peintures de jeunes artistes concourant pour des bourses de voyage dans une des colonies. Une salle spéciale, arrangée par le peintre Georges Meyer, est consacrée à ce que Charles-Roux appelle « les reliques de nos grands explorateurs ».
Les ailes sont attribuées aux divers services du ministère, ainsi qu'aux expositions de l'office colonial (statistiques, graphiques, tableaux de toutes sortes synthétisant l'activité coloniale française), des sociétés de géographie et des associations coloniales comme l'Alliance française, l'Union coloniale et les grandes Sociétés de propagande et d'action coloniale.

### Palais de la mer
Son architecte est Robert Fournez. Il a une surface de 1 600 m2, avec une façade principale est de 60 m de long et une façade latérale de 30 m de long. Toutes les frises du palais sont par Pinchon. Le commissaire en est Charles Bénard.
Sa salle principale est ornée de deux panneaux peints par Auguste Vimar et deux Marines par Maglione (ces peintures vont à l'institut colonial après l'exposition).
Il présente la première exposition internationale d'Océanographie, qui inclut aussi les pêches maritimes, - une section chapeautée par le ministère de la marine ; ainsi que les résultats des plus récentes explorations polaires : les expéditions arctiques du Princesse-Alice, du Windward, du Pandora, du Baleana (de 1896 à 1898) ; et les expéditions antarctiques : le Français (France), le Gauss (Allemagne), le Discovery (Angleterre), le Scotia (Ecosse), le Belgica (Belgique et Suède), de 1901 à 1904. S'y trouvent aussi présentées les expéditions du Siboga dans les coraux de l'Insulinde et de la Valdivia dans les Océans Atlantique et Indien.
Les plus récentes publications collectives danoises sont là : celles de l'expédition de l'Ingolf, du Comité danois pour l'étude de la mer, et d'autres.
Sont aussi exposés des modèles de navires, cartes, documents photographiques, instruments… Un mur est tapissé d'une série de planches fournies par le prince Albert de Monaco, pionnier de l'océanographie, extraites des résultats de ses campagnes scientifiques. Le vestibule d'honneur du palais montre sur une plate-forme la plupart des instruments, appareils, objets de campement utilisés par l'expédition Charcot 1903-1905. De nombreuses institutions françaises et de nombreux pays étrangers contribuent aux présentations du palais de la mer.

Palais de la mer
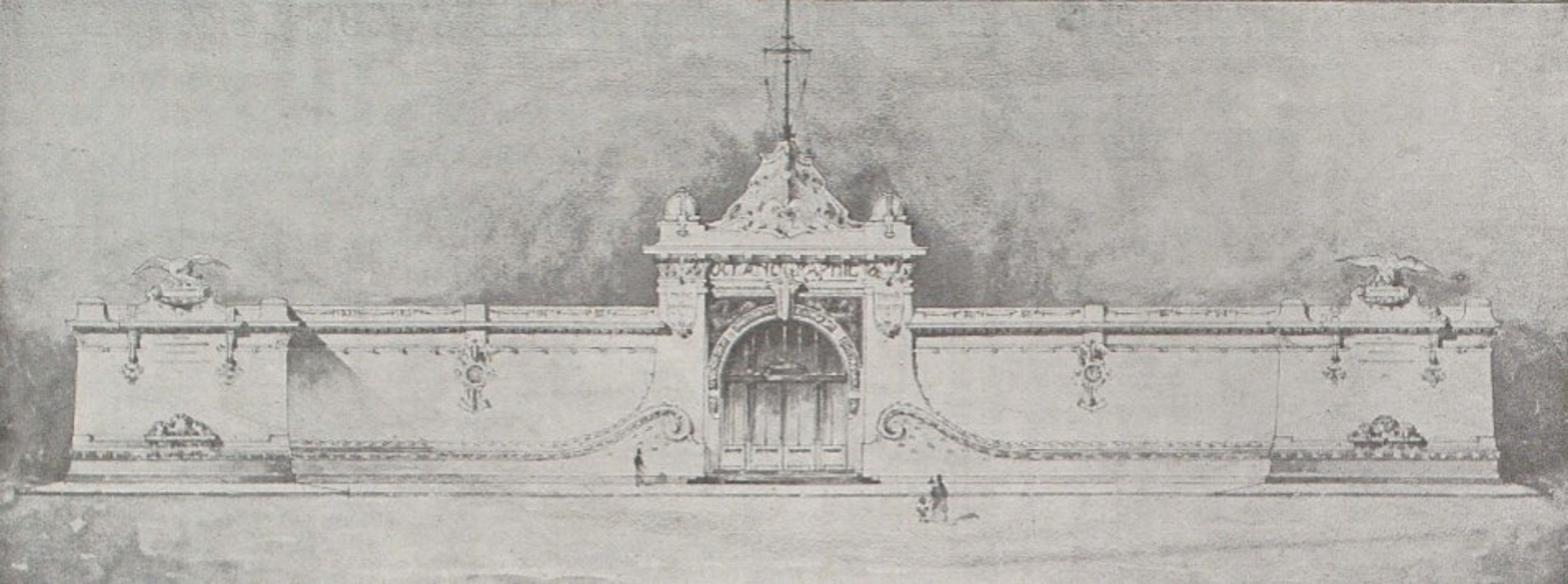
Façade
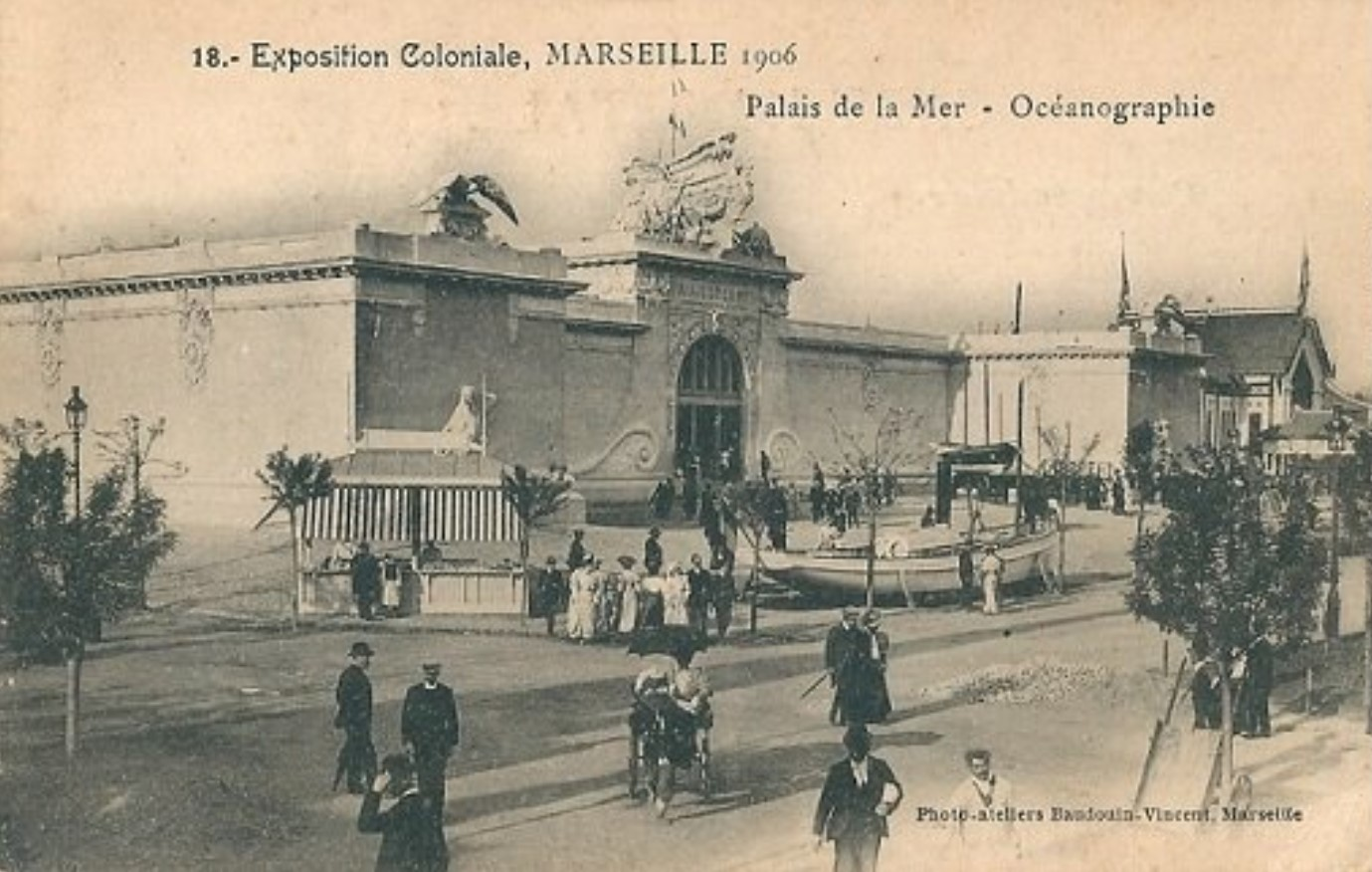
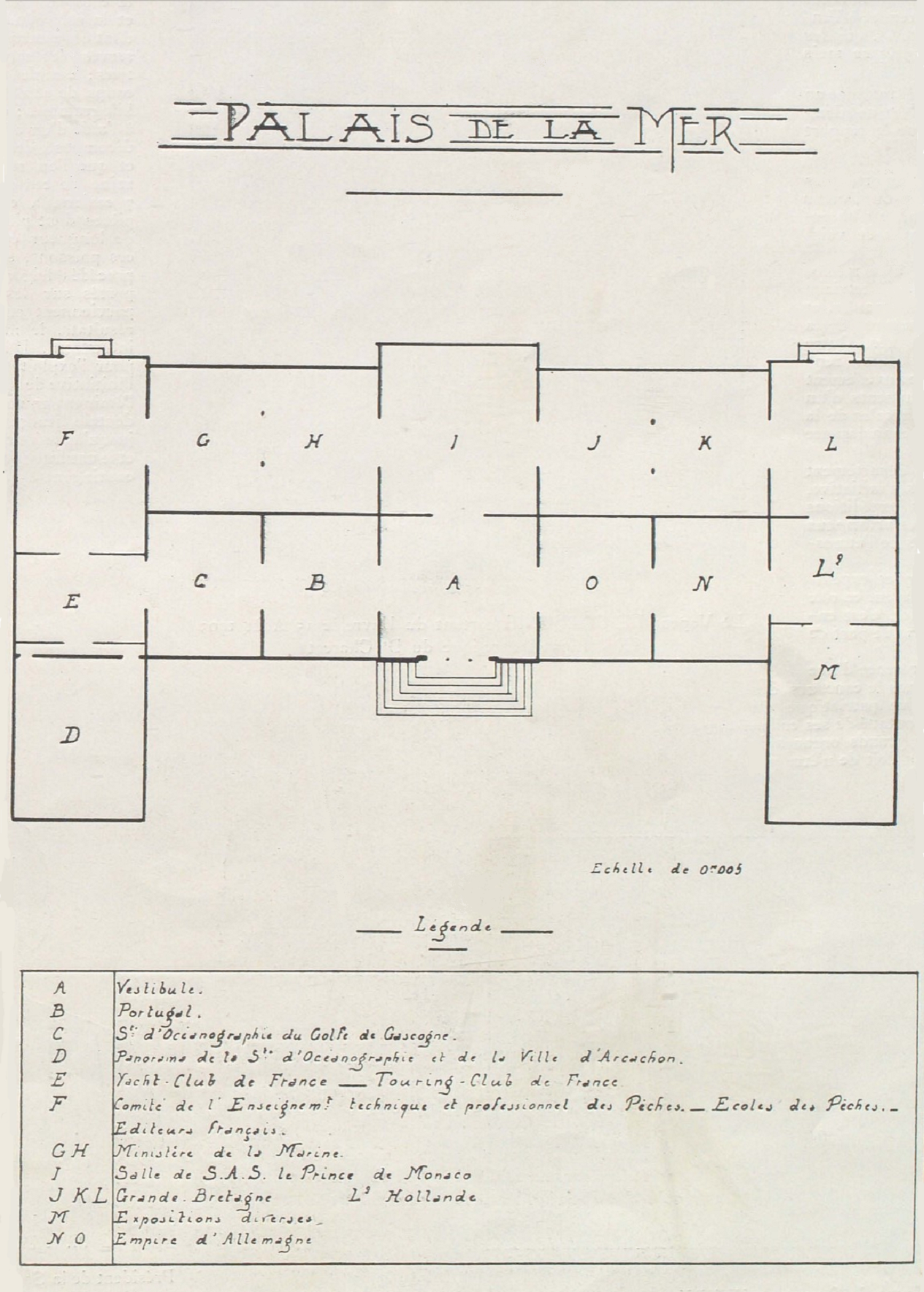
Plan d'occupation des salles

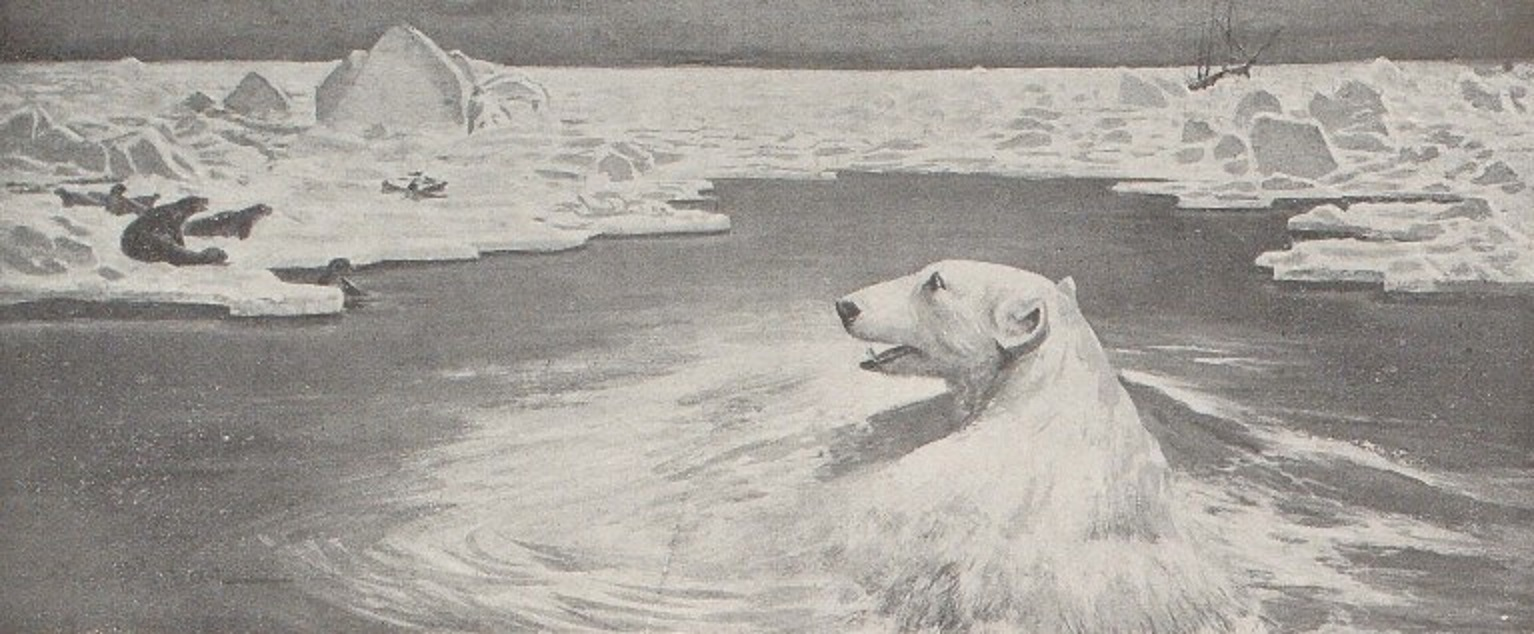
Paysage polaire par Auguste Vimar
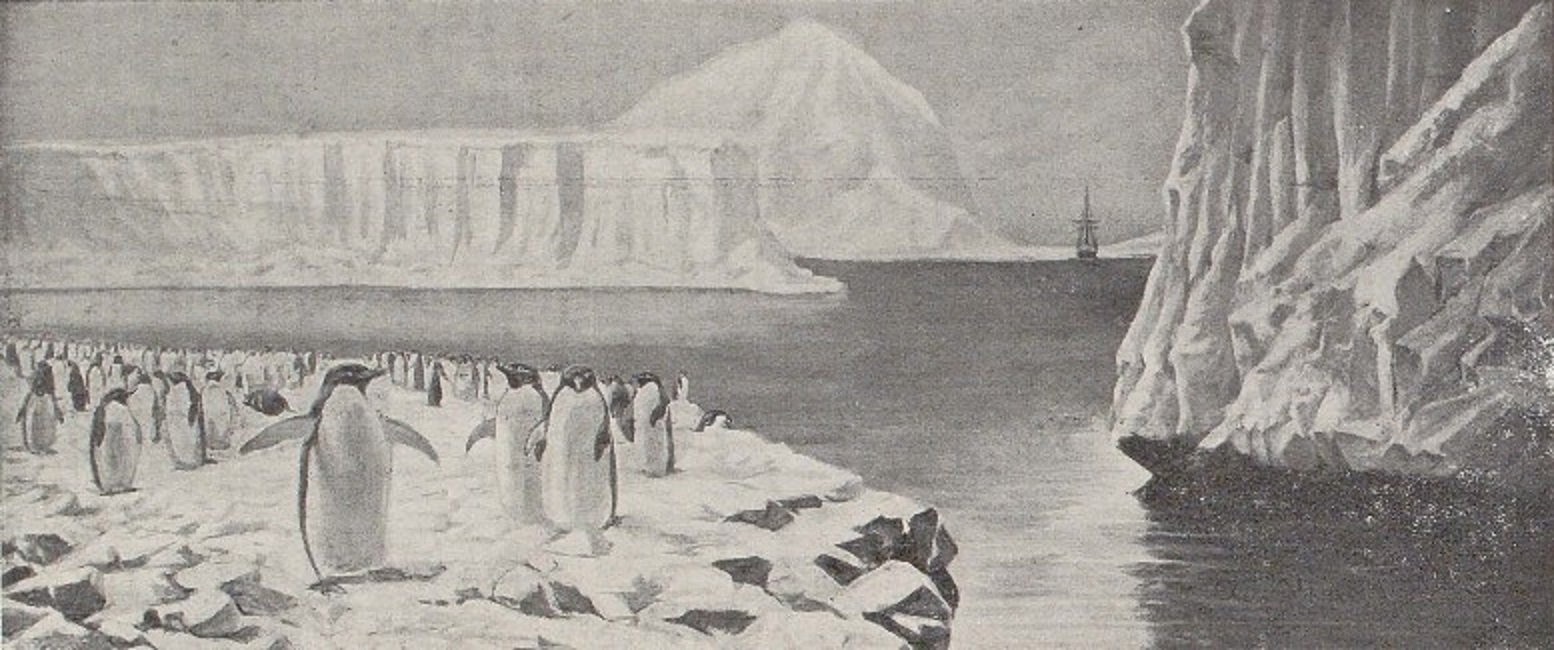
Paysage polaire, par Auguste Vimar

### Algérie
Le pavillon de l'Algérie est construit par Albert Ballu pour l'exposition de 1906. Il est démoli pour l'exposition coloniale de 1922, remplacé par une reconstitution de la mosquée d'Abd-er-Rhaman à Alger de l'architecte Jacques Guiauchain. Après cette exposition de 1922, l'institut colonial de Marseille y établit un musée en complément du musée colonial de Marseille créé en 1893 par Heckel.

Palais de l'Algérie
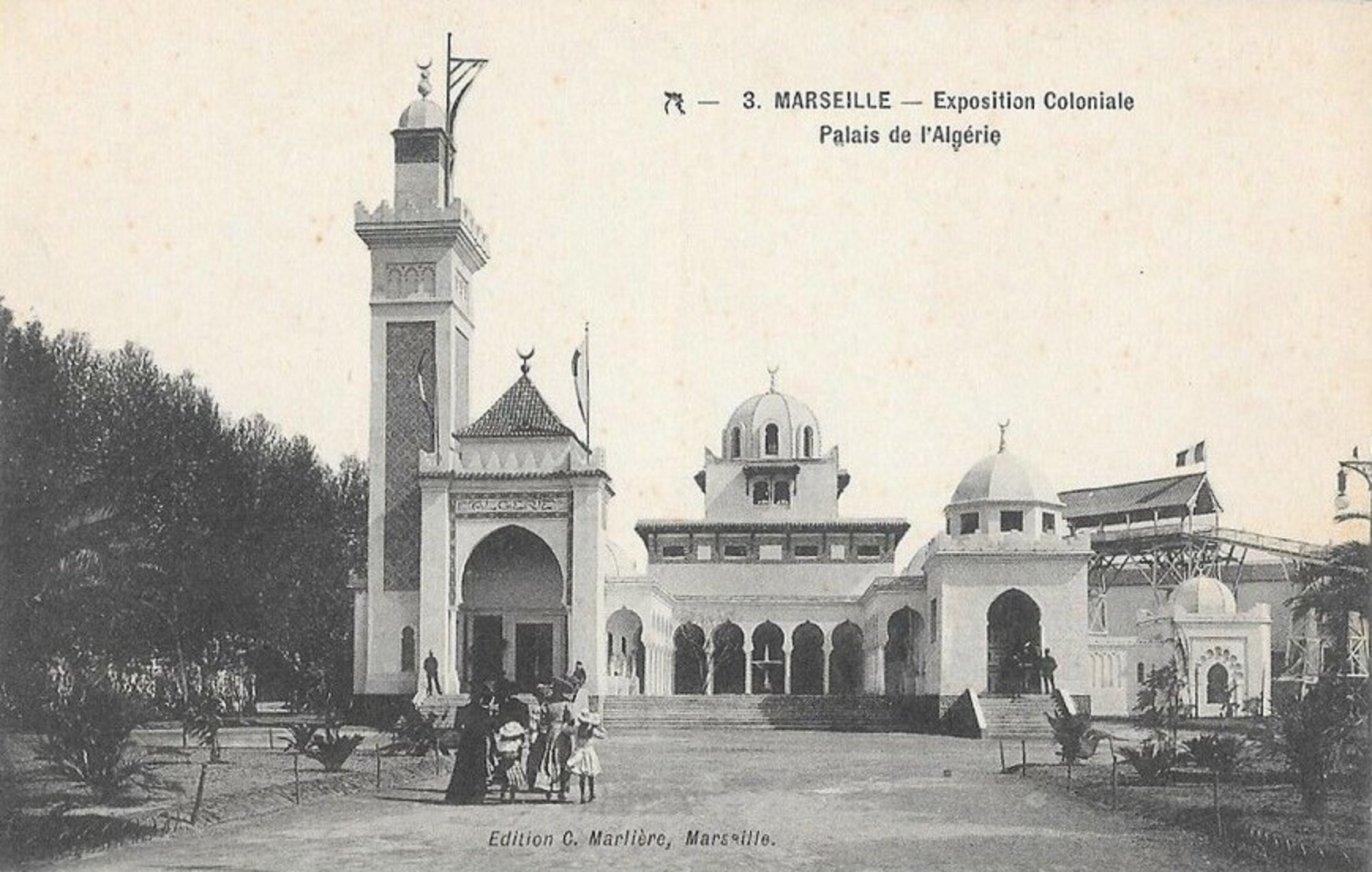
Palais de l'Algérie
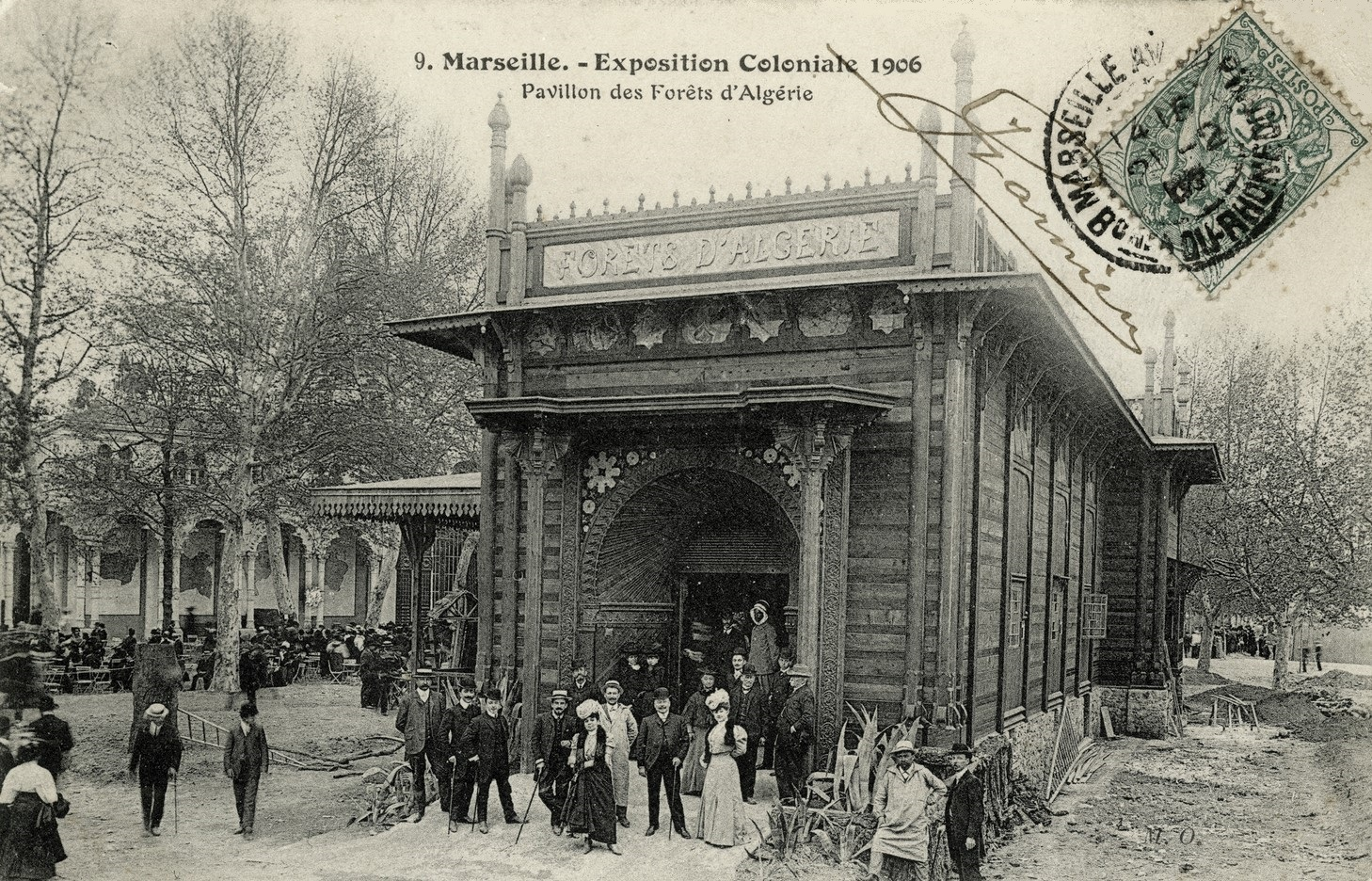
Pavillon des forêts d'Algérie

### Tunisie
L'architecte du palais de la Tunisie est Jean-Émile Resplandy. Le commissaire de la Tunisie est Pavillier,.

Palais de la Tunisie
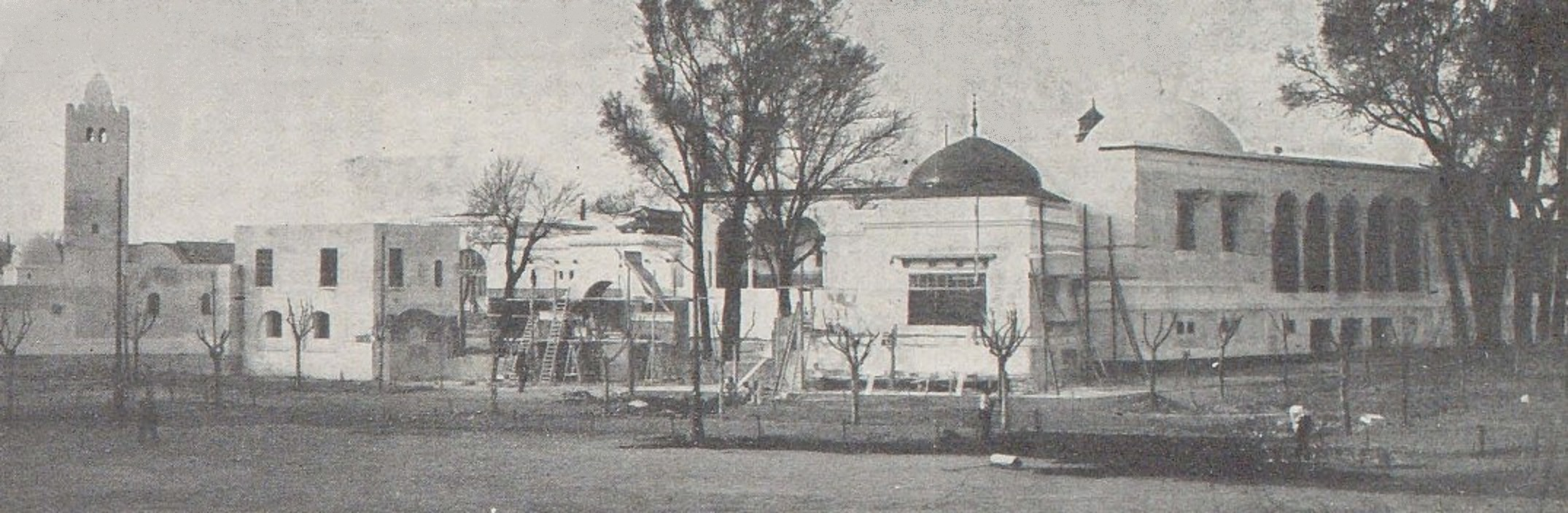

### Afrique occidentale française
Cette section comprend un palais, un village, une ferme et des annexes. Le commissaire de la section d'Afrique-Occidentale française est Gabelle et le commissaire adjoint est Max Robert. L'architecte en est Henri Deglane, qui a choisi d'emprunter le style des constructions soudanaises en pisé : murs bruns crépis en argile, toits de chaume couvrant l'auvent saillant de la galerie circulaire extérieure au pied du palais et les paillottes indigènes, beaux palmiers dans les jardins. Surtout, le palais a une forme massive et lourde ; il mesure 80 m de long sur 14 m de haut, avec au-dessus de l'entrée une tour carrée percée d'une galerie à jour et surmontée d'une terrasse à 40 m du sol. Une rotonde centrale est couverte d'une coupole en bois bariolé de couleurs vives, ses murs revêtus d'inscriptions arabes. Dans la rotonde, statue d'un Touareg à cheval par le sculpteur Émile Pinchon qui produit aussi, avec Joseph de La Nézière, trois panneaux ornant le salon de repos. Cette pièce présente aussi des scènes et paysages africains de Firmin Bouisset, des statuettes de Henri Allouard, de Loyseau-Rousseau… Une salle est consacrée aux progrès accomplis par le Gouvernement général (chemins de fer, accroissement du commerce et de la navigation…). Des vitrines présentent des billets de la banque française de l'Afrique occidentale et les collections (principalement botaniques) recueillies pas la mission Auguste Chevalier. S'y trouve aussi une maquette du palais du gouverneur général à Dakar, en cours de construction sur les plans de Deglane.

Palais de l'Afrique occidentale
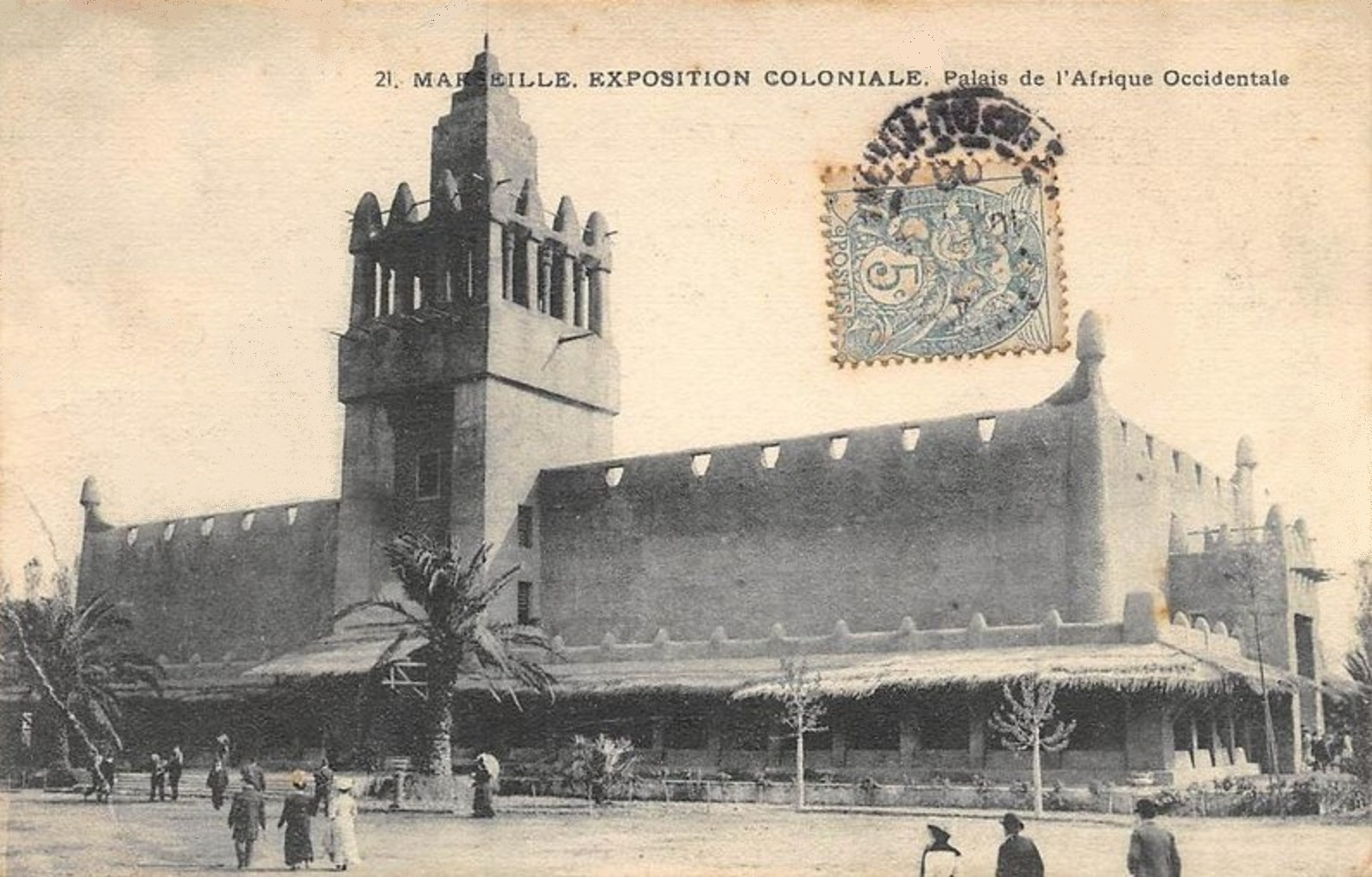

#### Sénégal
Sont exposés un grand plan en relief de la construction dans le port de Dakar et, en place d'honneur sur le mur principal, son produit principal : l'arachide. Un triptyque par de la Nézière (Joseph ou Raymond ?) en montre trois étapes de traitement : Récolte des graines, avec une femme indigène accroupie près de plantes déracinées ; Arachides à la factorerie, avec les grands tas de graines (ou "seccos") ; et importation a Rufisque montrant les quais encombrés de pyramides de sacs.

#### Haut Sénégal, Niger, Mauritanie
Outre les céréales analogues à celles du Sénégal, cette section présente aussi des échantillons de caoutchouc et de coton (dont un triptyque mural montrant trois phases de la culture, du commerce et de l'industrie du textile : récolte du coton, marché du colon et tisserands indigènes), des cocons de ver à soie du Soudan et de la chenille du tamarinier (soie de consistance laineuse), des parures de plumes d'aigrette, d'autruche et de marabout, des peaux de moutons et de chèvres, et des cartes. Pour la Mauritanie ce sont les gommes (notamment d'acacia varech et d'acacia trentiniani) et les collections rapportées par les missions Gruvel et Desplagnes. Un triptyque de Joseph de La Nézière montre la récolte de la gomme, une caravane transportant la gomme et les Maures chez le traitant. Une grande vitrine présente les résultats des recherches ichtyologiques faites sur la côte occidentale d'Afrique par la mission Gruvel (entre autres les pêcheries de langoustes). Des panneaux par Louise Abbéma, représentant la flore des tropiques, surmontent les portes donnant sur l'atrium.

#### Guinée française
La section de la Guinée française expose principalement du caoutchouc, montrant les différentes étapes de sa récolte et ses difficultés. S'y voient aussi la gomme copal (tiré d'un arbre du genre hymenea), des produits oléagineux (échantillons variés d'huiles de palme préparés à chaud ou à froid, pains de beurre de karité, produits à base de sésame - celui de Guinée est très riche en huile et se vend bien à Marseille), café de Rio-Nunez et café Libéria, produits alimentaires (haricots indigènes, manioc, plusieurs variétés de riz) ; collection d'instruments aratoires ; plantes médicinales, tinctoriales et tannantes ; peaux et cuirs travaillés (panthère, léopard, biche, bœufs sauvages) ; armes, poteries, instruments de musique (dont le balaffon soussou, sorte de xylophone), rare collection de fétiches, collection d'oiseaux, et des textiles.

#### Côte d'Ivoire
Cette colonie expose une réduction au dixième d'un pavillon entièrement fait d'acajou, minutieusement travaillée par des ivoiriens : rez-de-chaussée surélevé, portes et fenêtres s'ouvrant sur une galerie extérieure abritée du soleil, de un étage au plus pour que la hauteur qui fait saillie maintienne la galerie à l'ombre. Sont aussi montrés des échantillons d'acajou et des meubles faits avec ce bois ; de l'huile et des amandes de palme ; caoutchouc ; kola, café et cacao ; des fruits variés (oranges, goyaves, bananes, nèfles, pommes roses, citrons, ananas) ; des instruments de musique ; des engins de pêche ; des collections de géologie et minéralogie ; et des défenses d'éléphant.

### Afrique-Équatoriale française

#### Congo

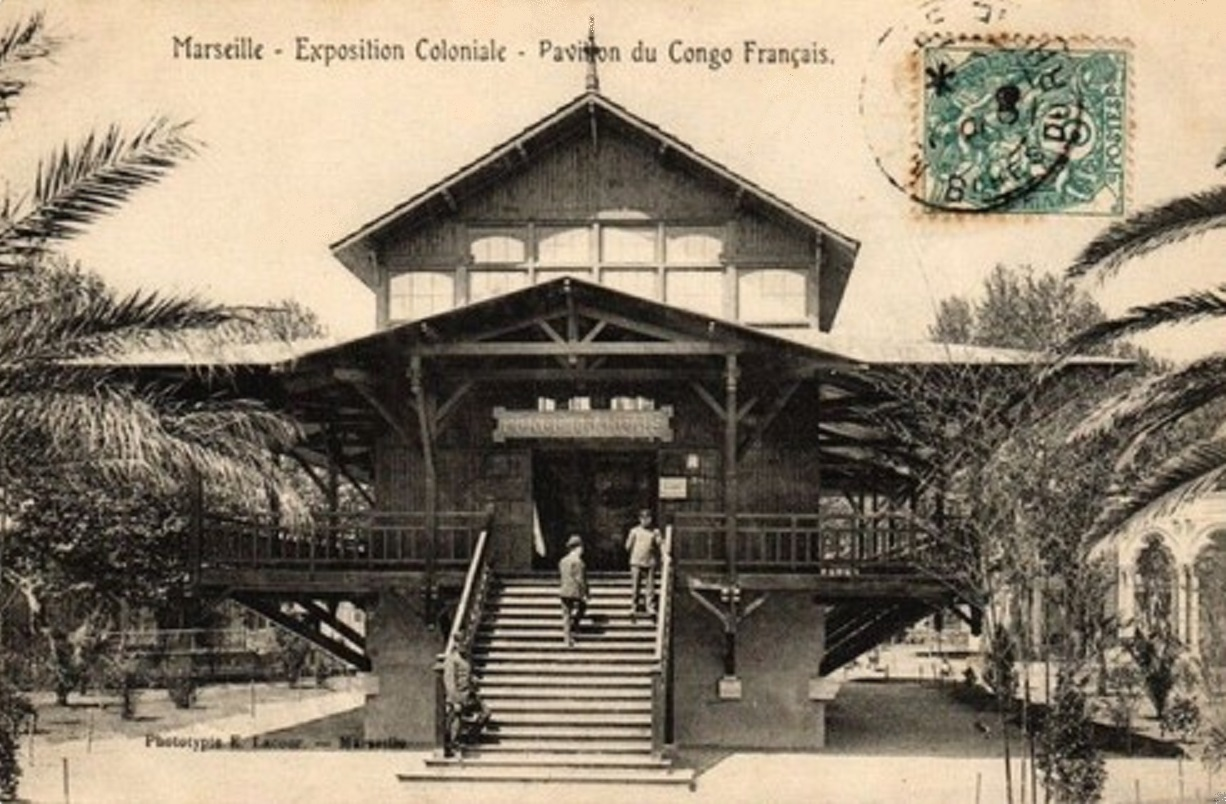
Pavillon du Congo français

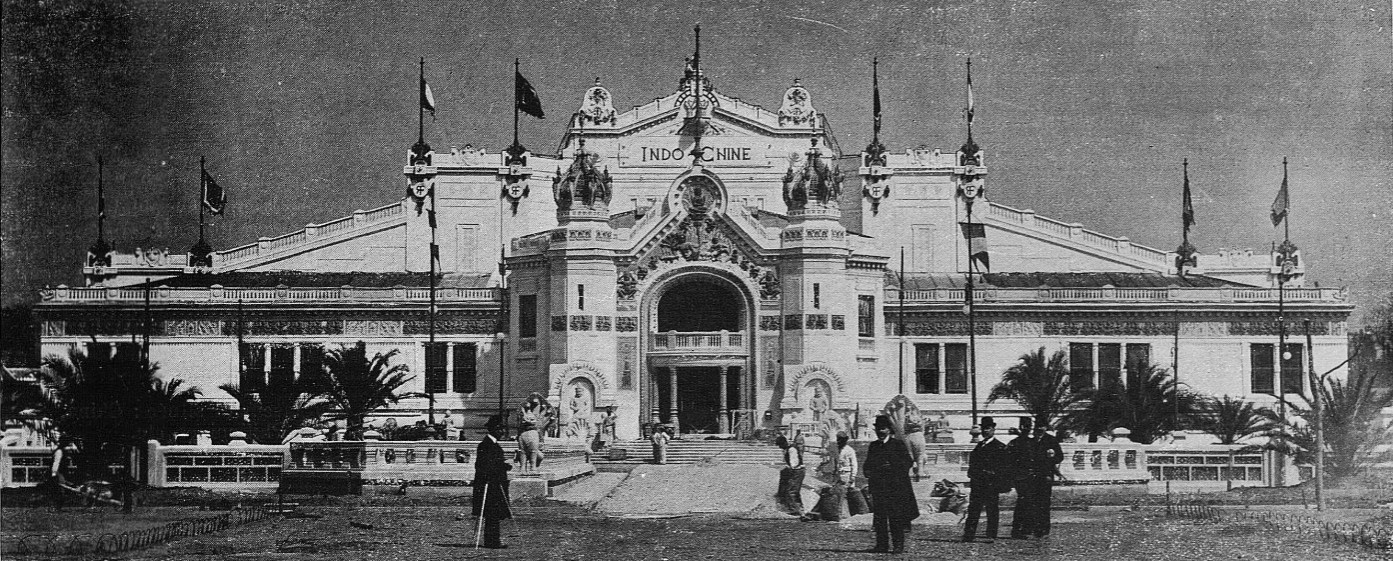
Palais de l'Indochine

La colonie du Congo français a des moyens financiers limités et son exposition est avant tout d'ordre pratique. Son pavillon est une simple maison coloniale européenne typique, surélevée de 3 m, en bois de pitchepin avec un toit en tuiles mécaniques vernissées et en tuiles de fibrociment. Pour l'exposition, ses commissaires sont Beurdeley et Superville, et le commissaire adjoint est Rouget. Après l'exposition il est emmené à Brazzaville.

Il présente essentiellement des échantillons de caoutchouc fournis par les sociétés concessionnaires ; une belle collection d'ivoire travaillé ; différents types d'objets (armes, tissus, vannerie, sparterie, etc) ; des produits du sol : café, cacao, coton, riz, vanille ; de nombreux échantillons de bois ; et des échantillons de minerais dont différentes formes de cuivre et de fer. Des cartes sont exposées, et une réduction du phare de la pointe N'gombé dans l'estuaire du Gabon.

### L'Indochine française
Le commissaire en est Frédéric Baille, le délégué financier M. Guis, le directeur des Services généraux, M. Brenier et l'architecte Auguste-Henri Vildieu. Les délégués sont, pour la Cochinchine Ernest Outrey ; pour le Tonkin, Félix-Paul Hauser ; pour l'Annam, M. Cassé-Barthe ; pour le Cambodge, M. Baudoin ; pour le Laos, M. Raquez ; et pour le Quang-Tchéou-Ouan, M. Decker. Jumelle cite aussi Haffner.
L'Indochine française comprend en 1906 la Cochinchine (colonie au sud du Vietnam), les protectorats de l'Annam et du Tonkin (centre et nord du Vietnam), le protectorat du Cambodge, du protectorat du Laos, et le territoire à bail chinois de Kouang-Tchéou-Wan. Chacun est représenté à l'exposition et cette section est centralisée autour d'un impressionnant palais de l'Indochine (architecte François-Charles Lagisquet,).
Le palais du Cambodge s'inspire d'Angkor Vat et du Bayon.

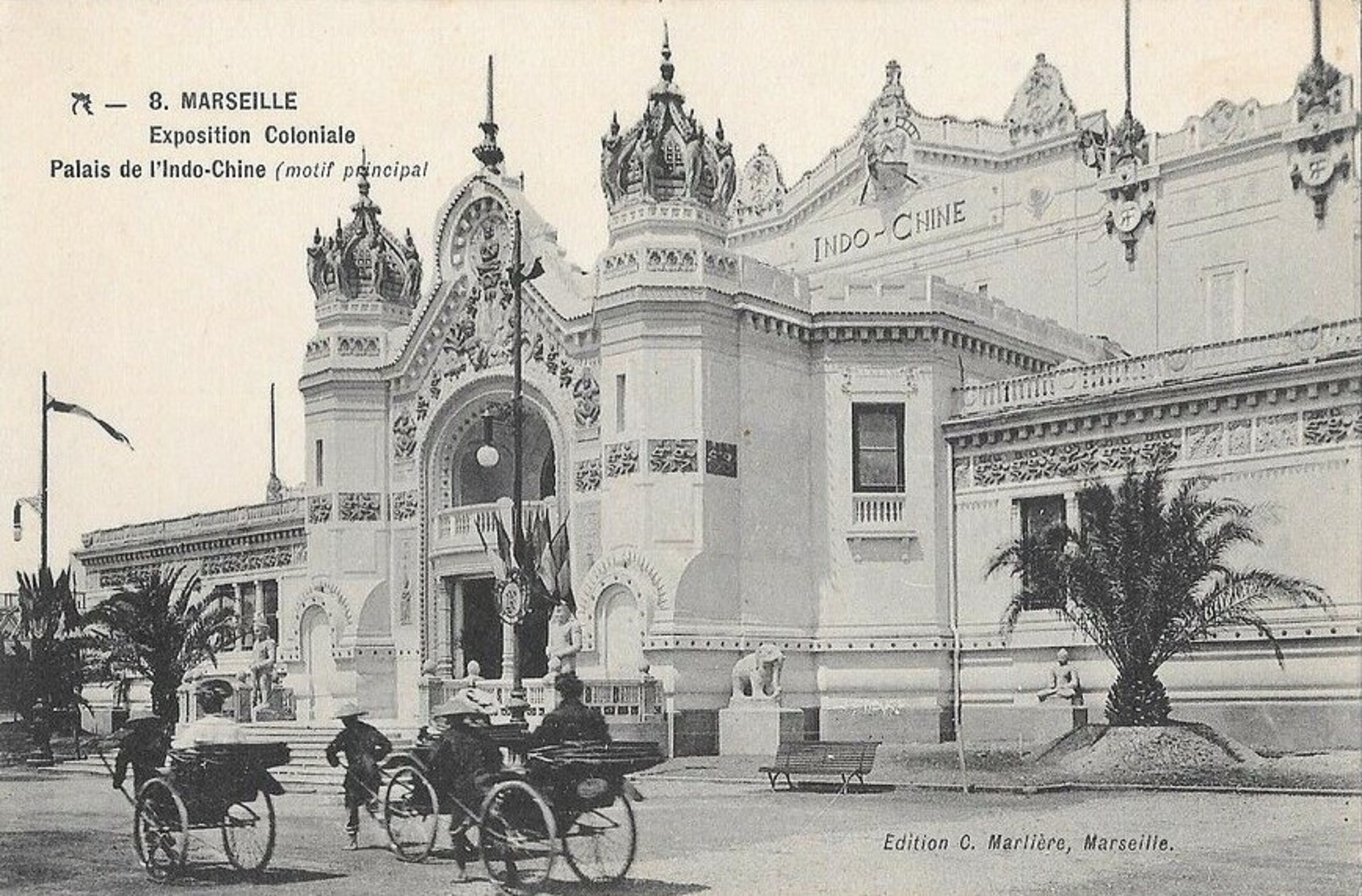
Palais de l'Indochine
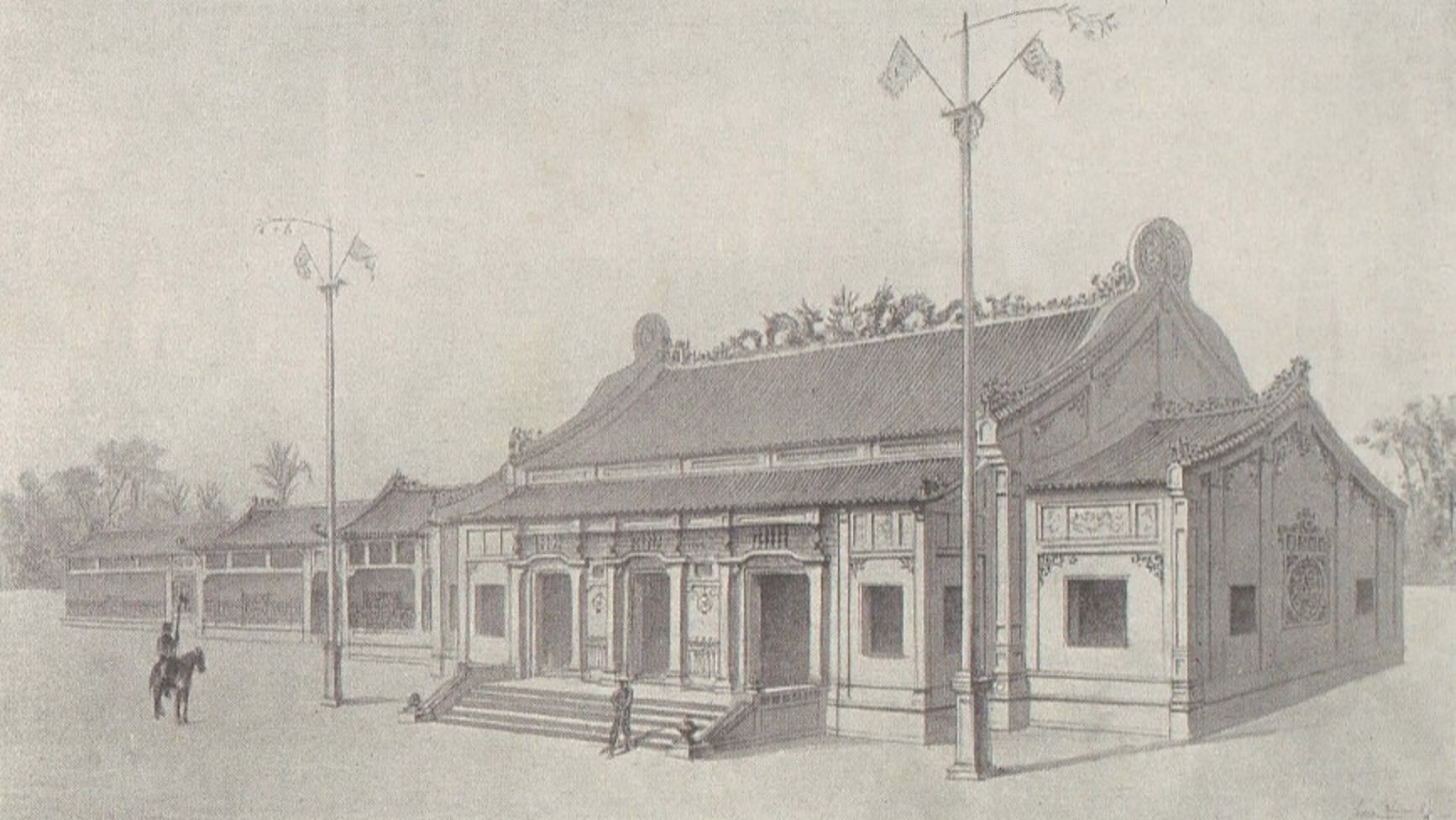
Pavillon de la Cochinchine
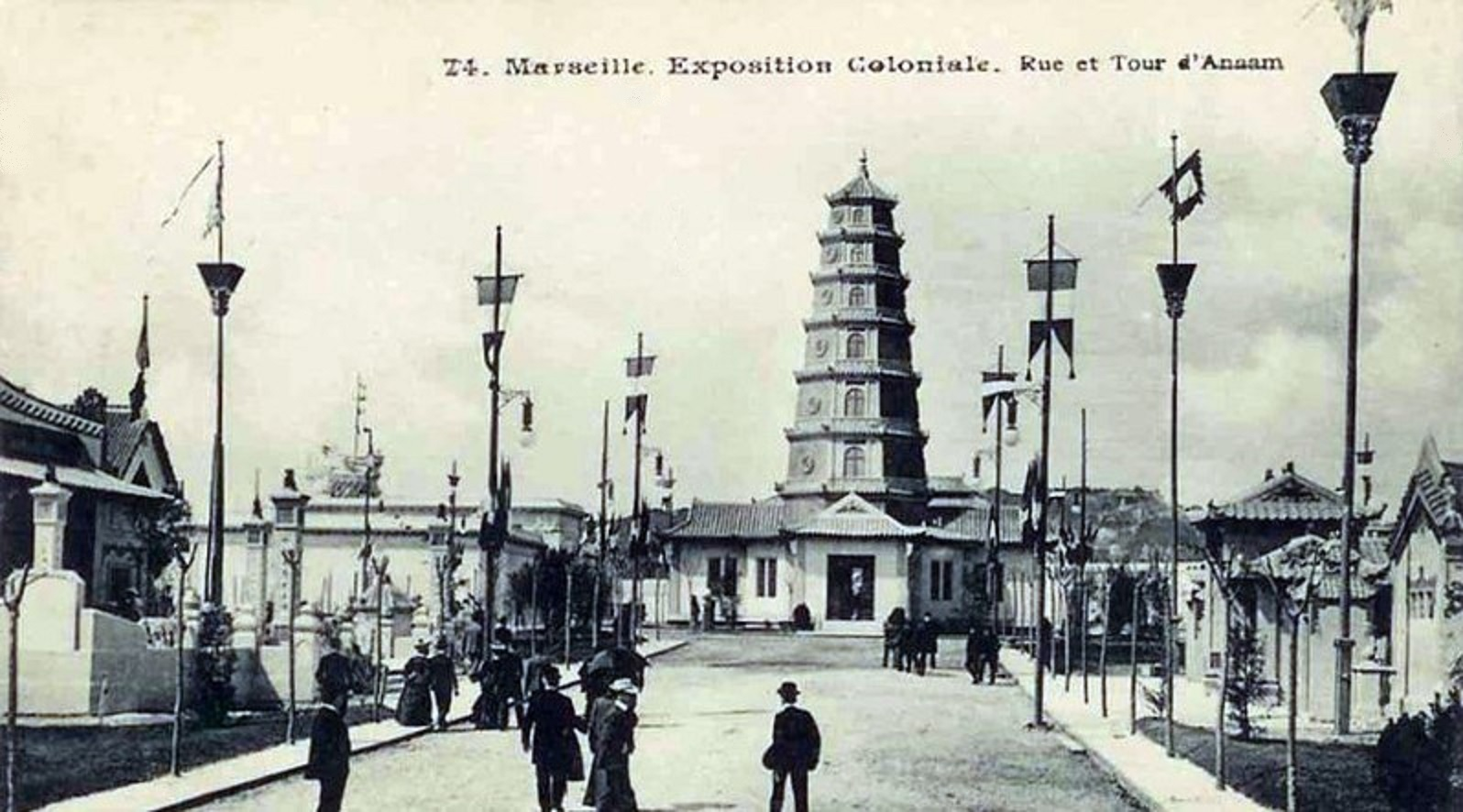
Rue et tour de l'Annam
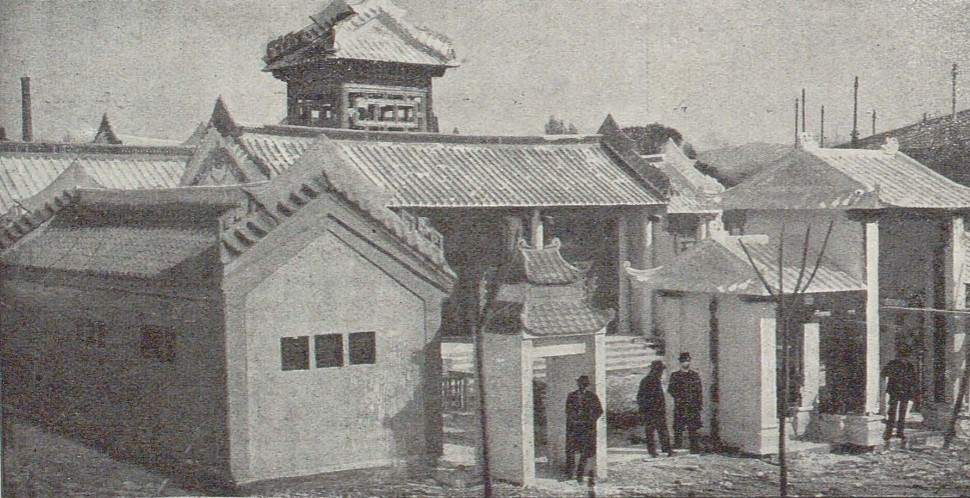
Palais du Tonkin
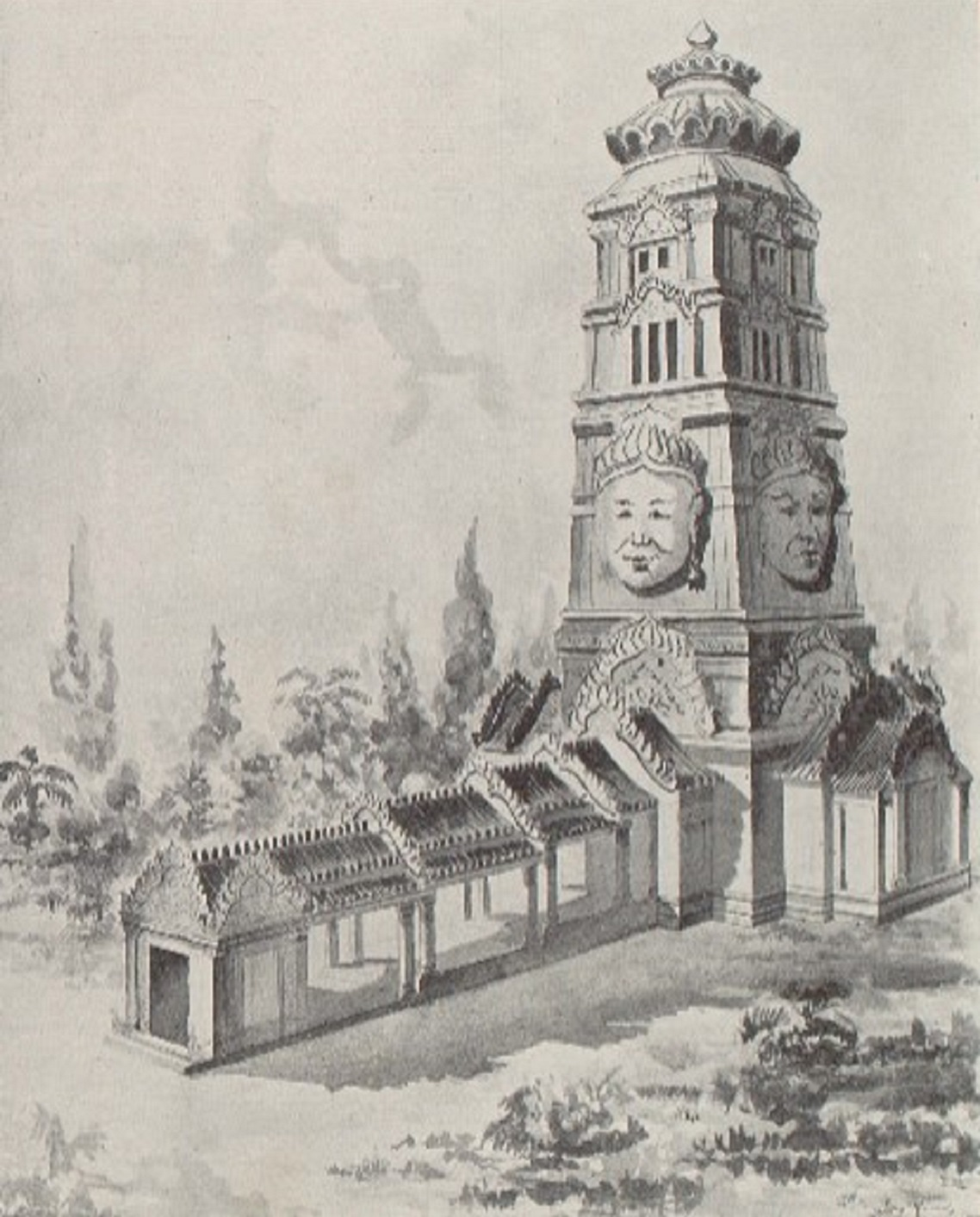
Palais du Cambodge
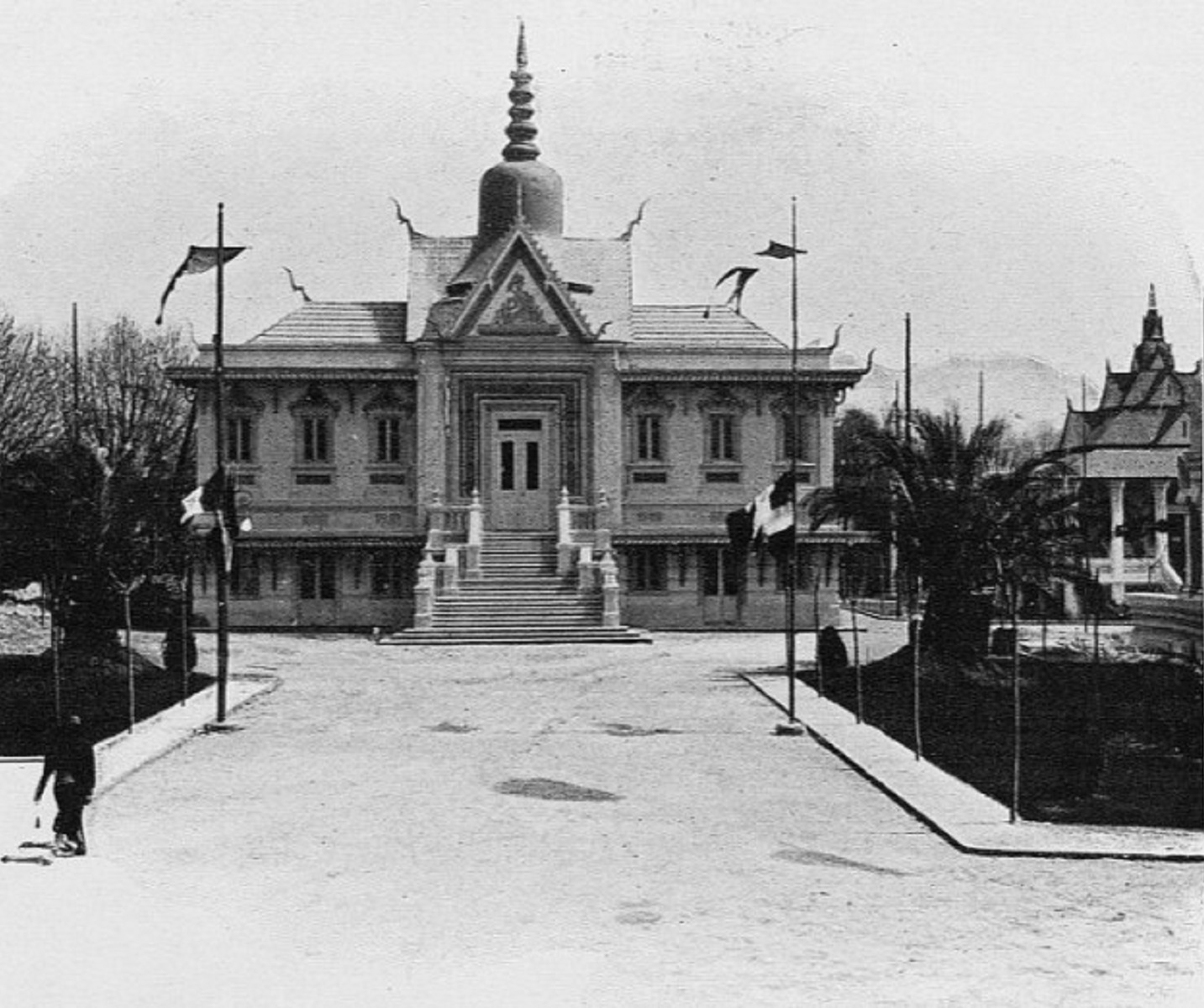
Théâtre indochinois
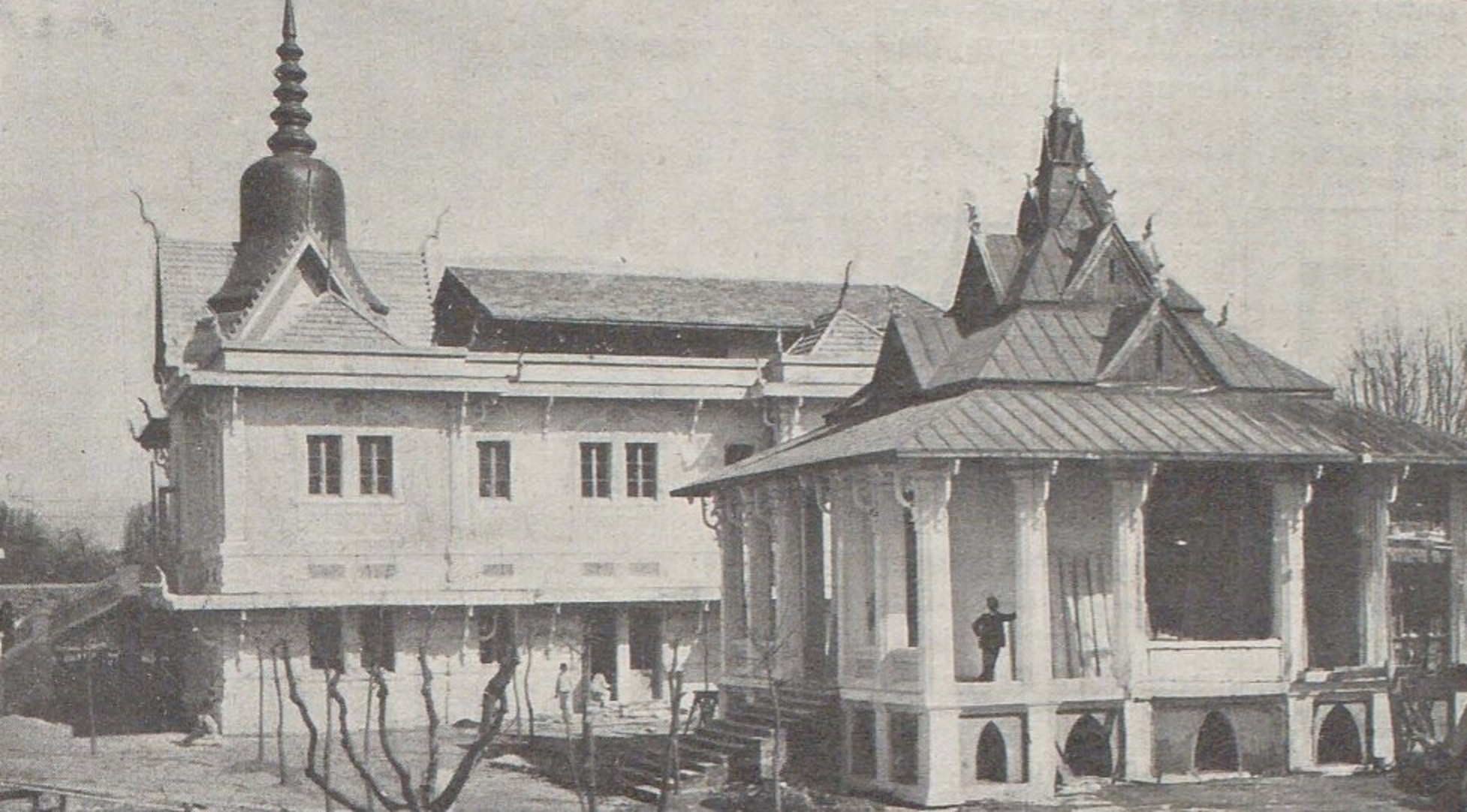
Théâtre indochinois (gauche), pavillon du Laos (centre)
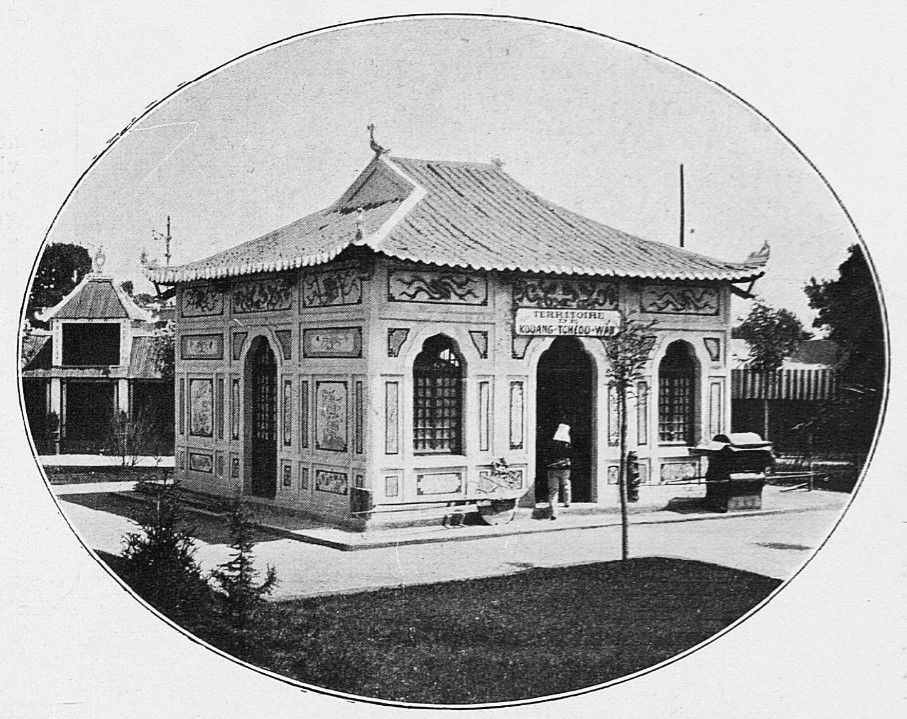
Pavillon du Kouang-Tchéou-Wan

L'Annam envoie deux délégations.

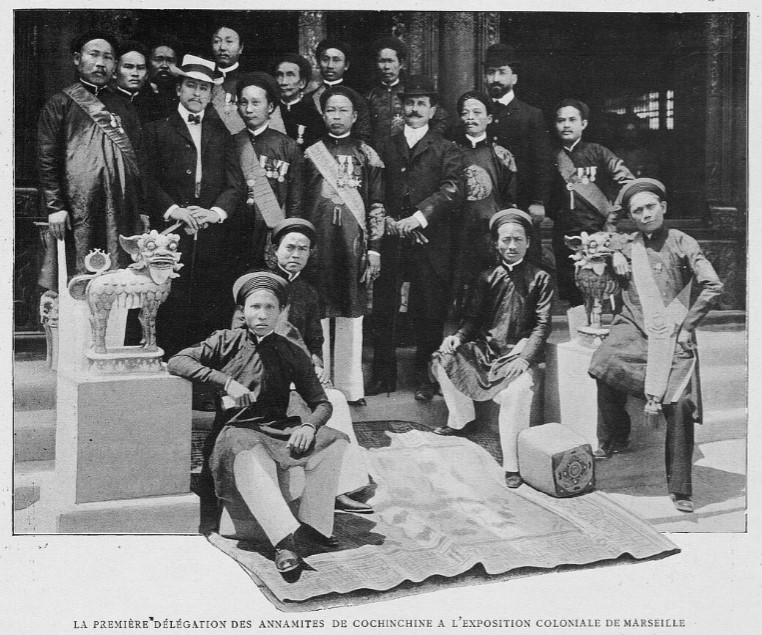
Première délégation annamite
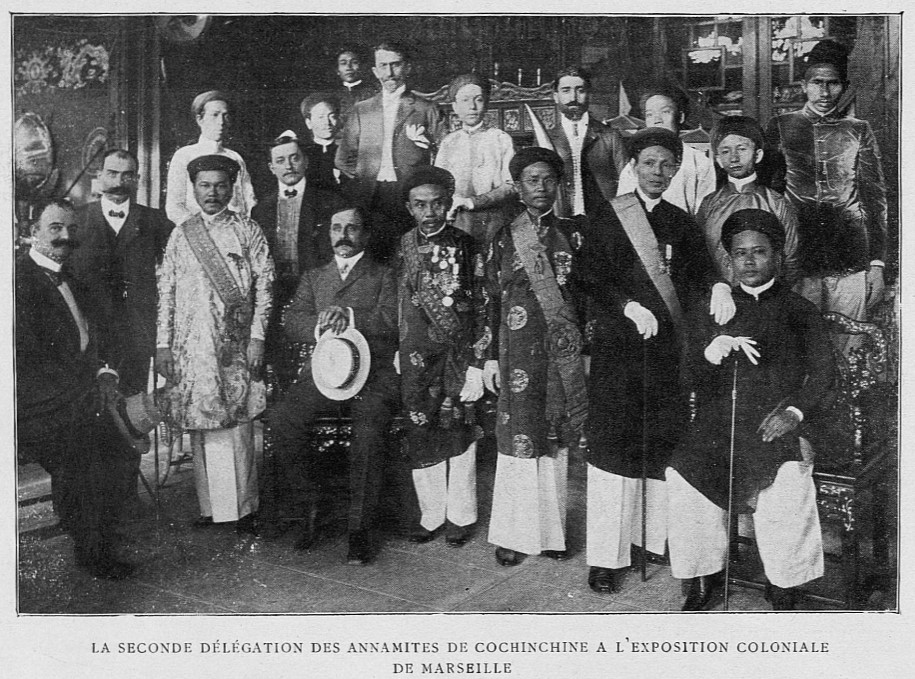
Deuxième délégation annamite
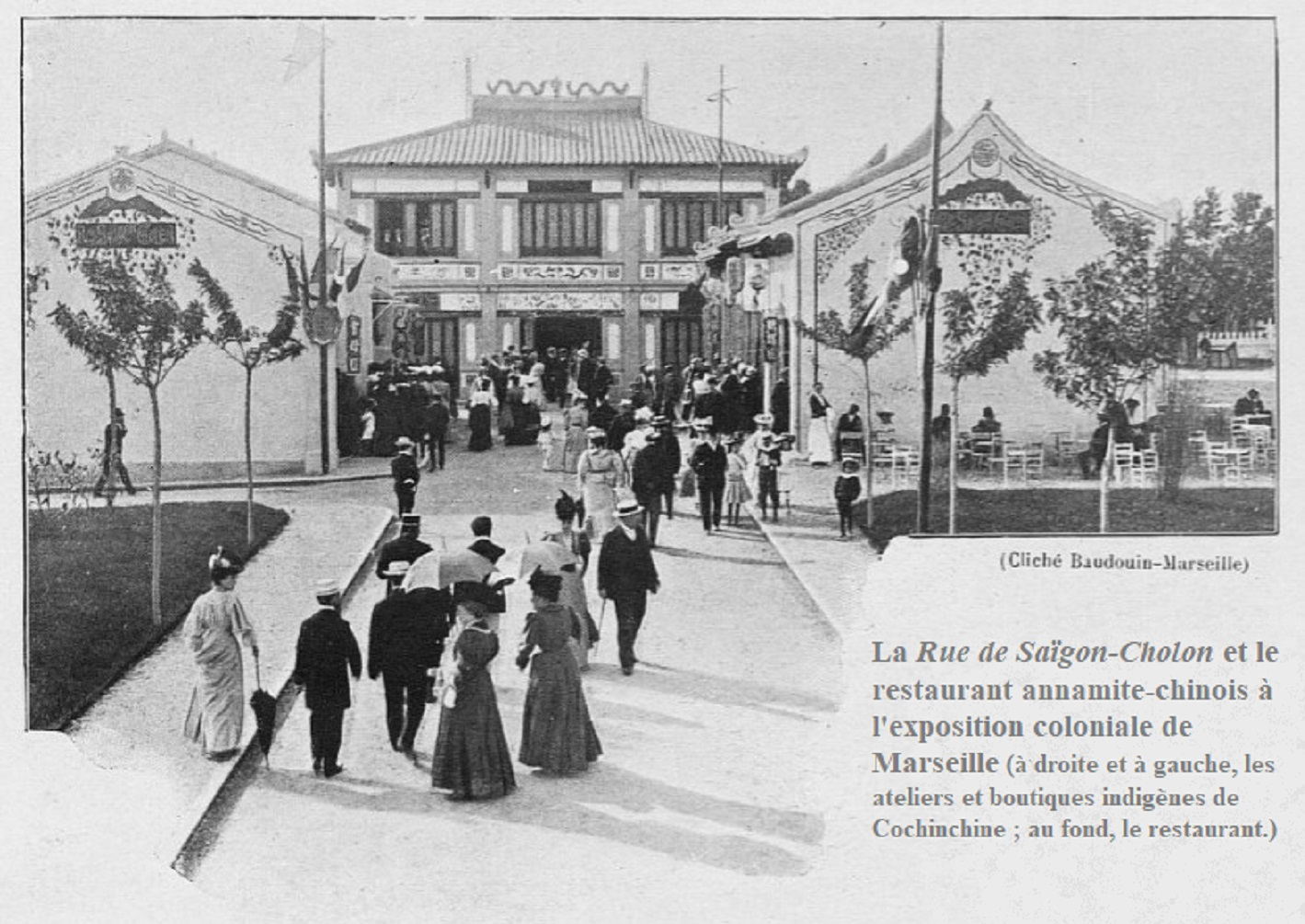
Le restaurant annamite fait recette.

### Madagascar
L'architecte du palais de Madagascar est Antony Jully,.

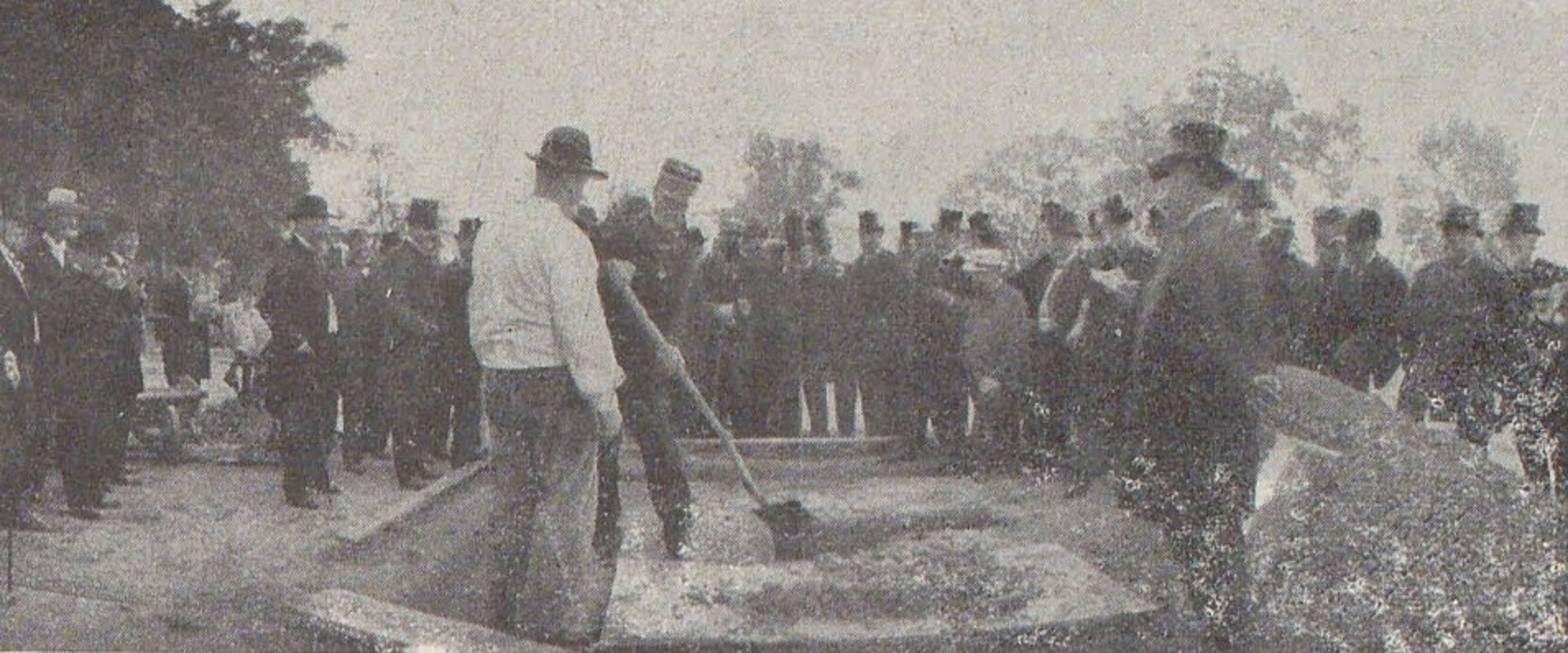
Le général Galliéni pose la première pierre du palais de Madagascar, 14 juin 2005
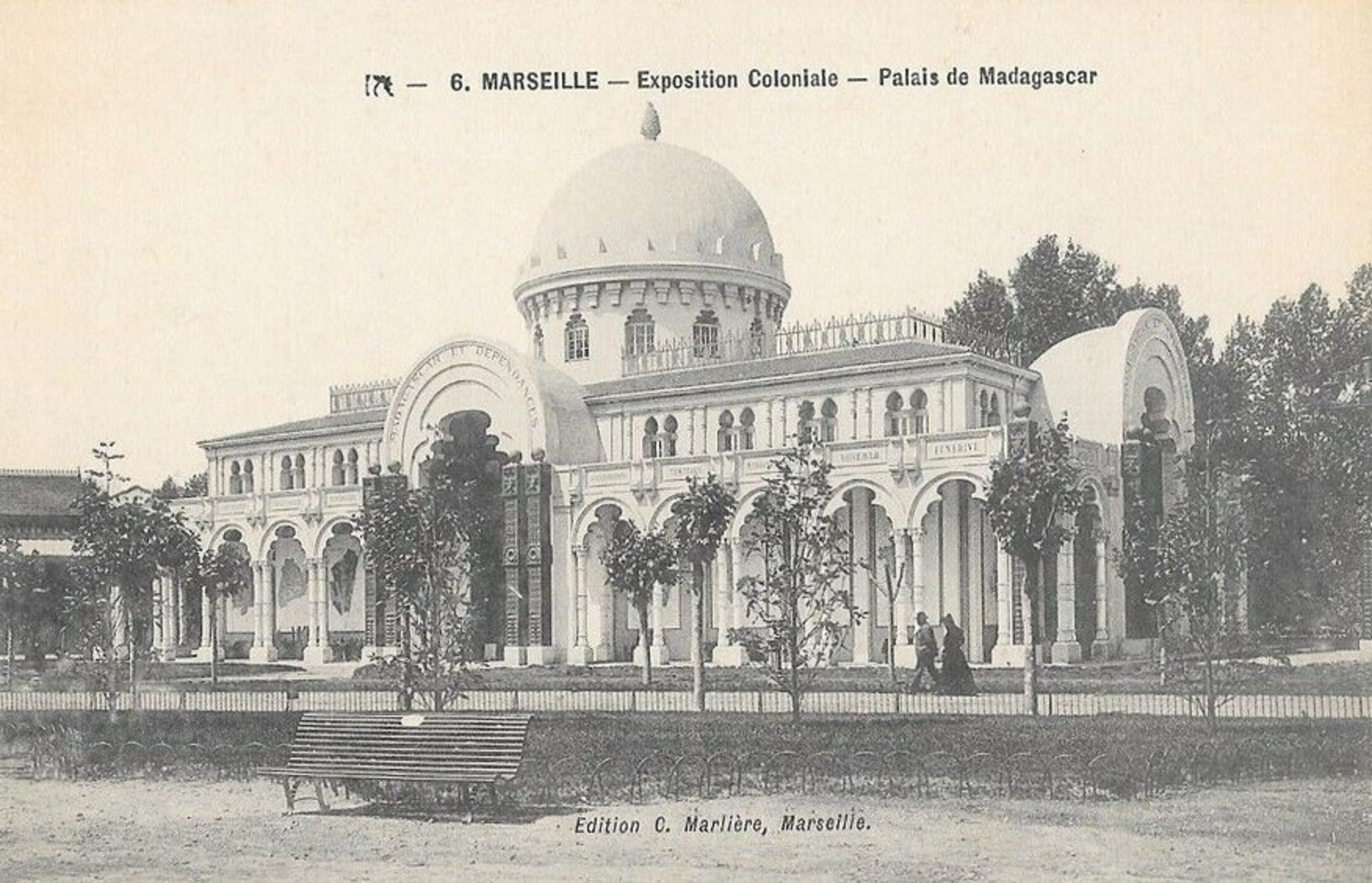
Palais de Madagascar

### Palais des anciennes colonies
Les anciennes colonies comprennent l'Inde française, la Réunion, la Martinique et la Guadeloupe. L'architecte du palais des anciennes colonies est Eugène Senès,.
Inde française
Le commissaire de la section d'Inde française est Gustave Gravier,.
La Réunion
Le commissaire de la Réunion est M. Gaffarel, le commissaire-adjoint Armand de Duranty. La salle de la Réunion est décorée en grande partie avec des objets en paille de chouchoute. Y sont exposés des échantillons de bois (manguier, merle, bibasse, jamerossa [?]), de feuilles et de racines de bois, arachides, haricots, thé, café, vanille givrée et cotonneuse de Saint-André, conserves, foie gras de tortue, letchis au sirop, pamplemousses, tortues accommodées désossées, vins de framboise, de bibasse, de combava, etc. Une série de moulages monte toutes les médailles frappées pour la colonie. Les murs portent des cartes et des tableaux, dont l'un est signé du sultan de la Grande Comore Saïd Ali ; on peut aussi y voir des paillottes en nattes de diverses natures, calebasses et vacoas. Une grande carte en bois de camphrier, encadrée en bois de natte, indique les travaux du Laboratoire bactériologique de Saint-Denis, et des clous de couleur montrent les foyers endémiques et la campagne dirigée pour les circonscrire. Les nombreux contributeurs incluent le Jardin botanique, le Crédit foncier colonial, le Musée de Saint-Denis, les écoles communales et l'école de la Rivière de Saint-Denis.
Martinique
Le commissaire en est M. Payan.

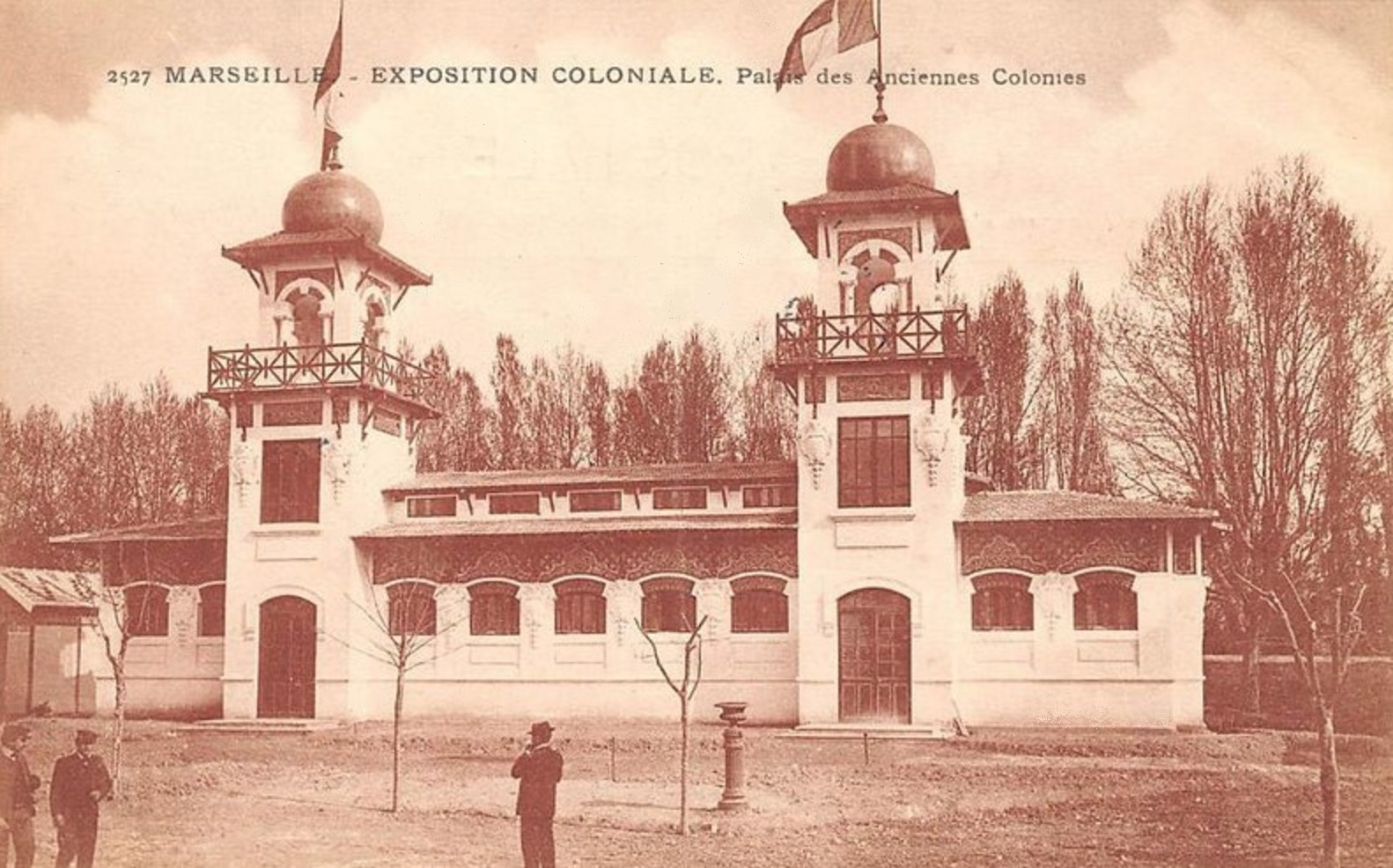
Palais des anciennes colonies

### Pavillon des colonies diverses
, la Guyane et
L'architecte de ce pavillon est Gabriel Héraud.

### Palais de l'automobile
Son architecte est M. Rambert et son commissaire M. Collot. De très nombreux exposants s'y trouvent : les maisons Darracq, Clément, Brébant, Delaunay-Belleville, Gladiator, Monteil, Bergougnan, Dunlop, Védrine (de), Serpollet, Ducellier…
Une section de ce palais est mis à disposition de la Compagnie du P.L.M. qui y organise un concours d'emballages qui concerne autant les producteurs que les transporteurs nationaux et internationaux et qui devient crucial pour les produits délicats (fleurs, fruits fragiles, etc). Le concours porte sur le matériel (62 exposants, nombre largement supérieur à tout autre concours de ce type organisé jusque là) et sur la présentation (30 ouvriers et ouvrières emballeurs concourent).

### Pavillons divers
Quelques maisons marseillaises et d'autres régions font un effort particulier en réalisant des pavillons individuels. Les deux plus remarqués sont ceux de Rivoire et Carret (pâtes alimentaires) avec ses personnages en cire, et de Moët et Chandon avec son décor du XVIIIe siècle (les champagnes) ; s'y trouvent aussi le pavillon très luxueux de Noilly Prat (vermouth), et celui d'Amer Picon dans un style oriental car son apéritif, rendu célèbre par Pagnol avec le fameux problème des tiers, est fabriqué à partir d'écorces d'oranges. On y trouve aussi des cafés et restaurants ; un stand de cartes postales et souvenirs tenu par le photographe Vincent Baudoin, dont l'atelier est à Marseille ; un pavillon de la Presse des colonies ; un autre du journal Le Petit Marseillais ; un théâtre music-hall…

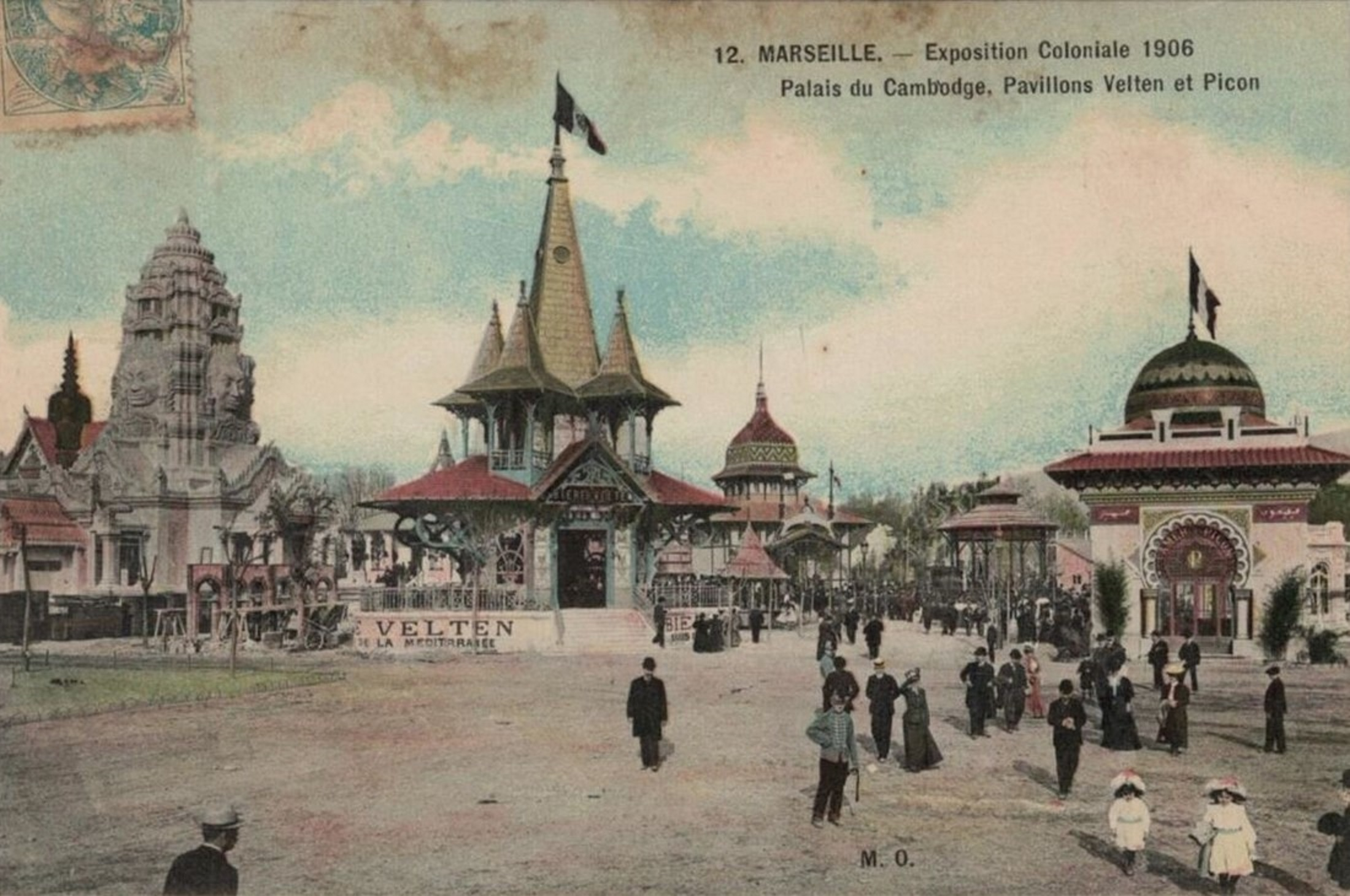
Palais du Cambodge à gauche, pavillon Velten au centre et pavillon Picon à droite
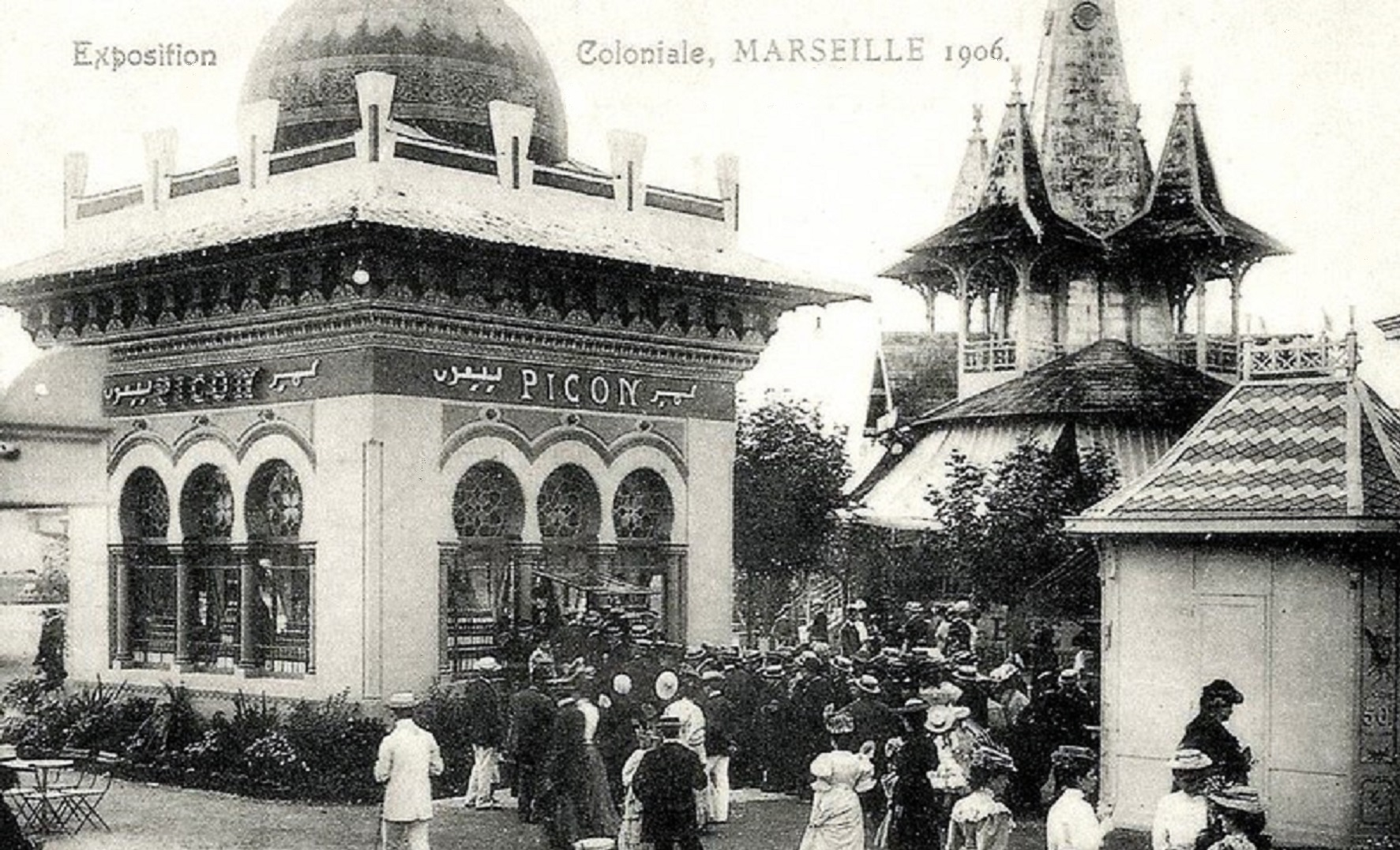
Pavillon Amer Picon
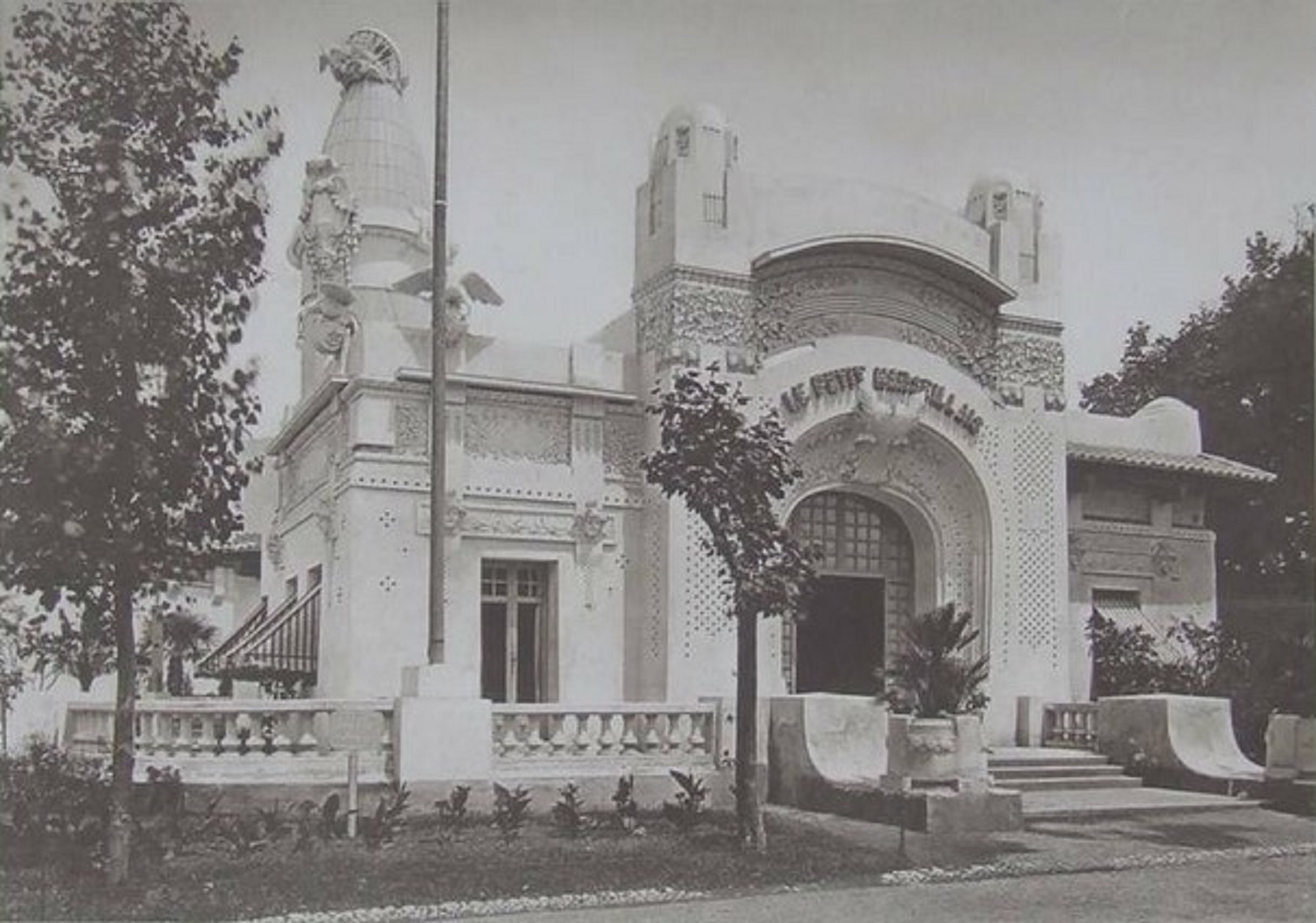
Pavillon du Petit Marseillais
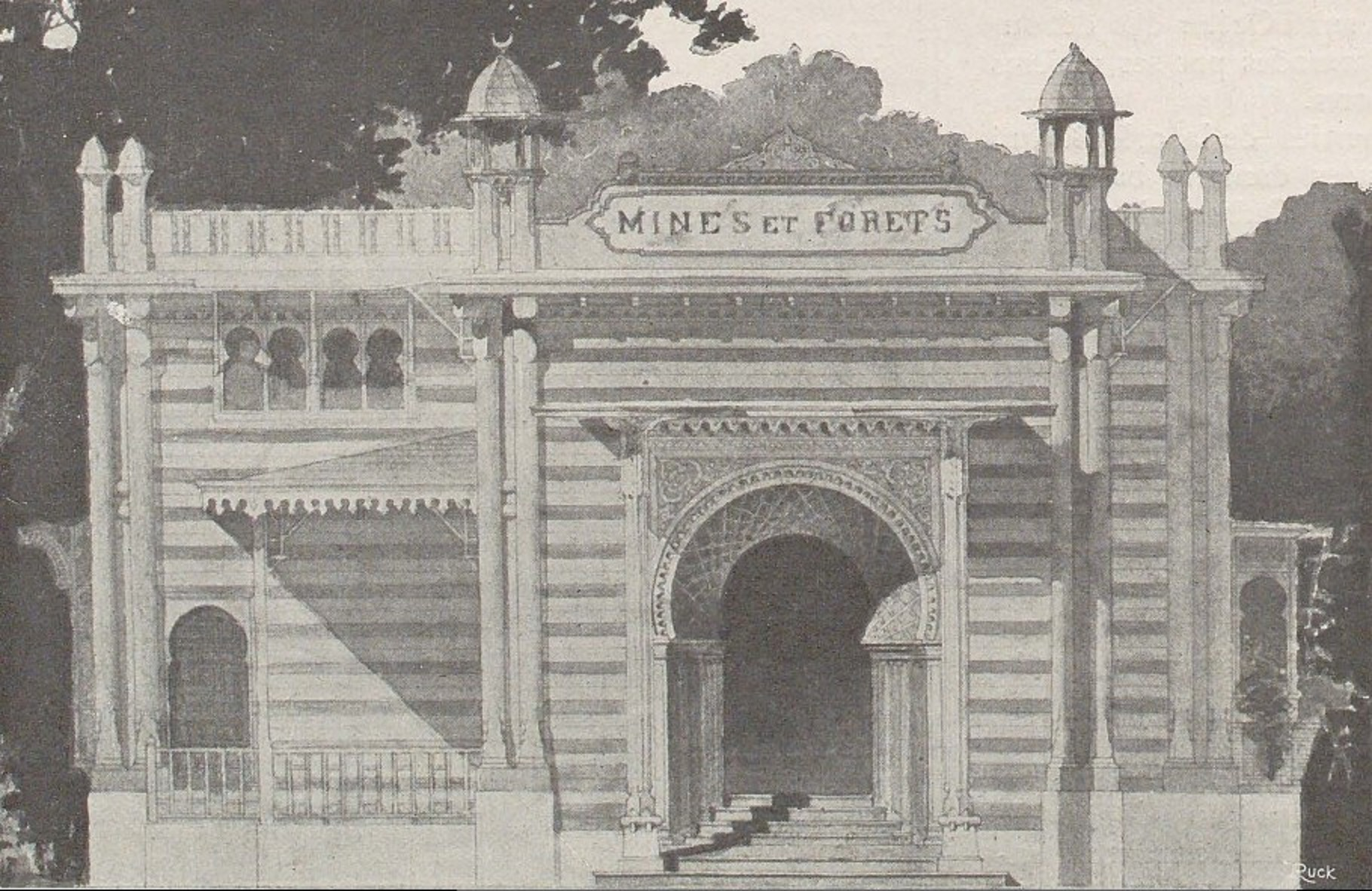
Pavillon des mines et forêts
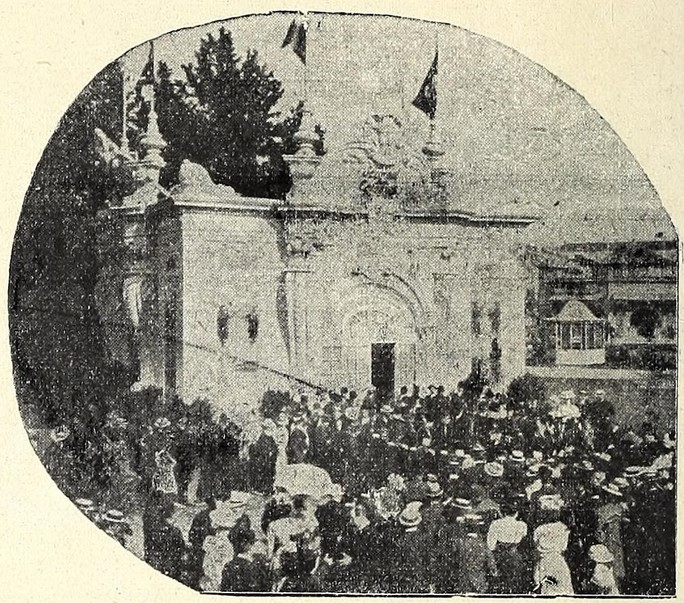
Pavillon du Journal des colonies

## Activités et manifestations

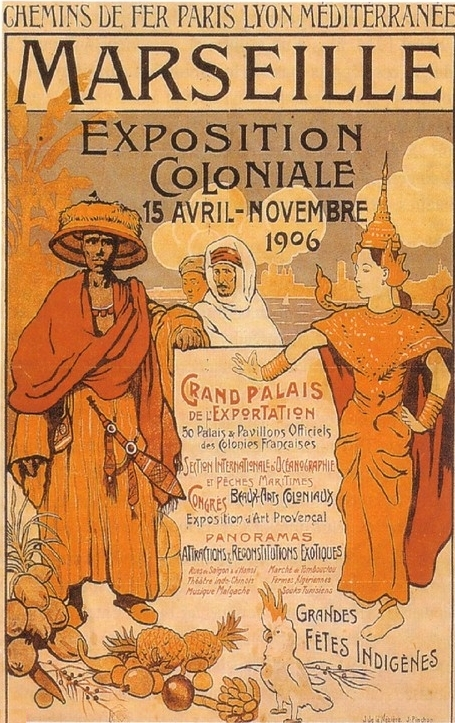
Affiche signée J. de la Nézière et J. Pinchon

### Inauguration
L'inauguration officielle a lieu le samedi 14 avril 1906, la veille de Pâques, par Chanot maire de Marseille, et Jules Charles-Roux commissaire général de l'exposition, mais sans représentation de l'État (voir sur ce point la section « Visiteurs de marque » plus bas). À cette occasion, l'escadre de la Méditerranée, placée sous le commandement de l'amiral Touchard, avec les contre-torpilleurs Suffren, Saint-Louis, Kléber et du Cheylard, vient mouiller en rade de Marseille. La vedette amirale accoste dans l'anse du prophète où le maire Chanot accueille l'amiral. L'inauguration a lieu à quinze heures dans la salle des fêtes du grand palais. Le public n'est admis que le lendemain dimanche 15 avril 1906 ; grâce au renforcement de la cadence de desserte de l'exposition par les tramways, la première journée enregistre 14 872 entrées payantes.

### Divers congrès
Durant cette exposition coloniale, plusieurs congrès se déroulent dans la salle des fêtes du grand palais : congrès colonial, (président de la 1re section Paul Masson), congrès des sociétés savantes de Provence, (président d'honneur Frédéric Mistral), congrès de l'Alliance française et des sociétés de géographie,, visite et tenue d'une séance par le congrès des explorateurs polaires (présidé par Jean-Baptiste Charcot) qui se déroule en même temps à Bruxelles et vient voir à Marseille le palais de la Mer où se trouvent les résultats des dernières grandes explorations polaires, congrès du bâtiment, congrès de la meunerie, etc.

### Concours
Ont également lieu six concours agricoles (un par mois d'exposition) et six « concours spéciaux » ; et un concours d'emballages.

### Autres manifestations
Des concerts journaliers ont lieu (la musique malgache est particulièrement notée), ainsi que de nombreuses manifestations de toutes sortes, théâtres, danses, jeux, batailles de fleurs, fêtes de l'automobile, de l'aérostatique…
Les multiples attractions incluent un water-toboggan, un labyrinthe, une escarpolette magique (maison hantée), un aéroplane américain, un ballon captif, un diorama…

Les attractions
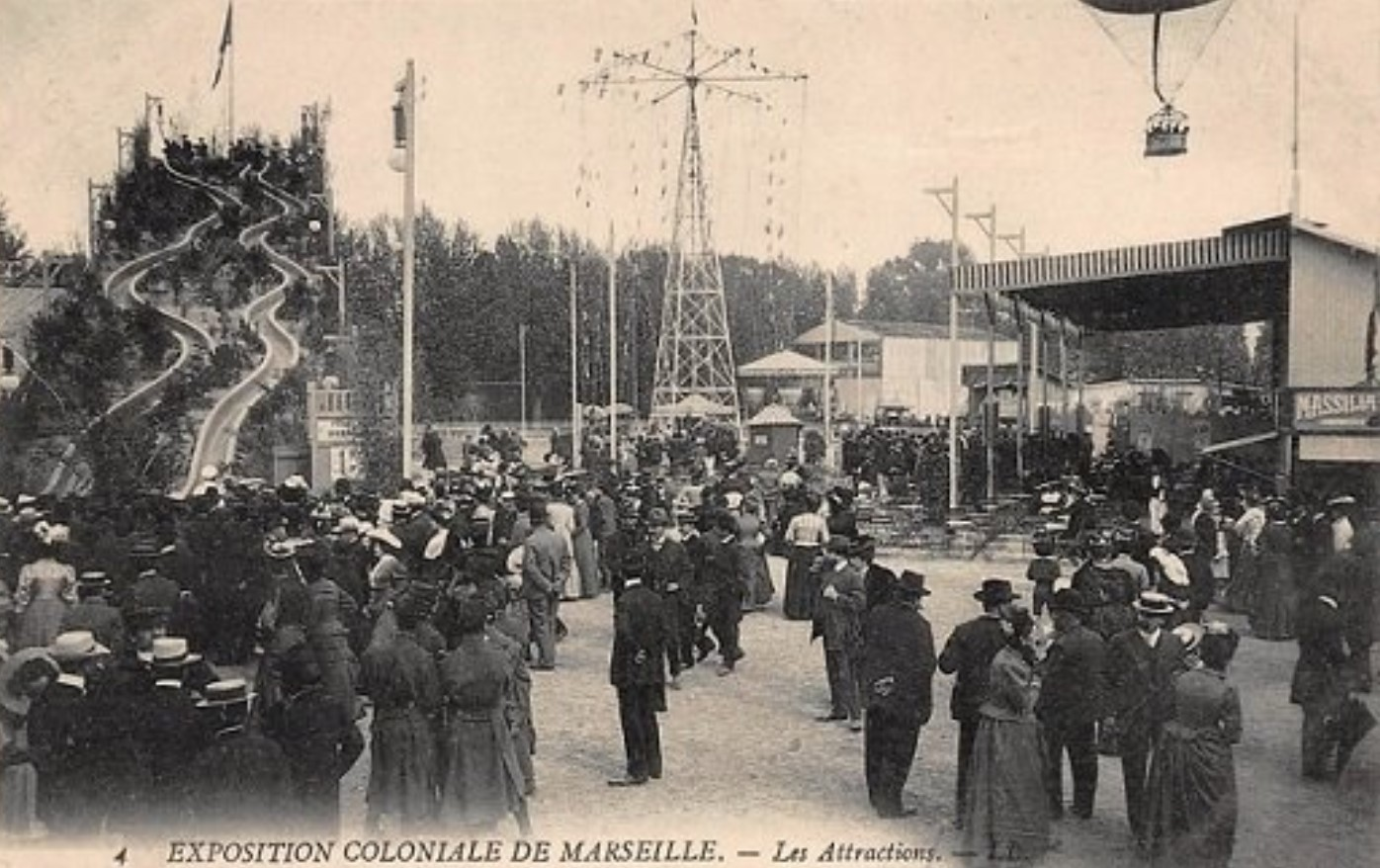
Quelques-unes des attractions
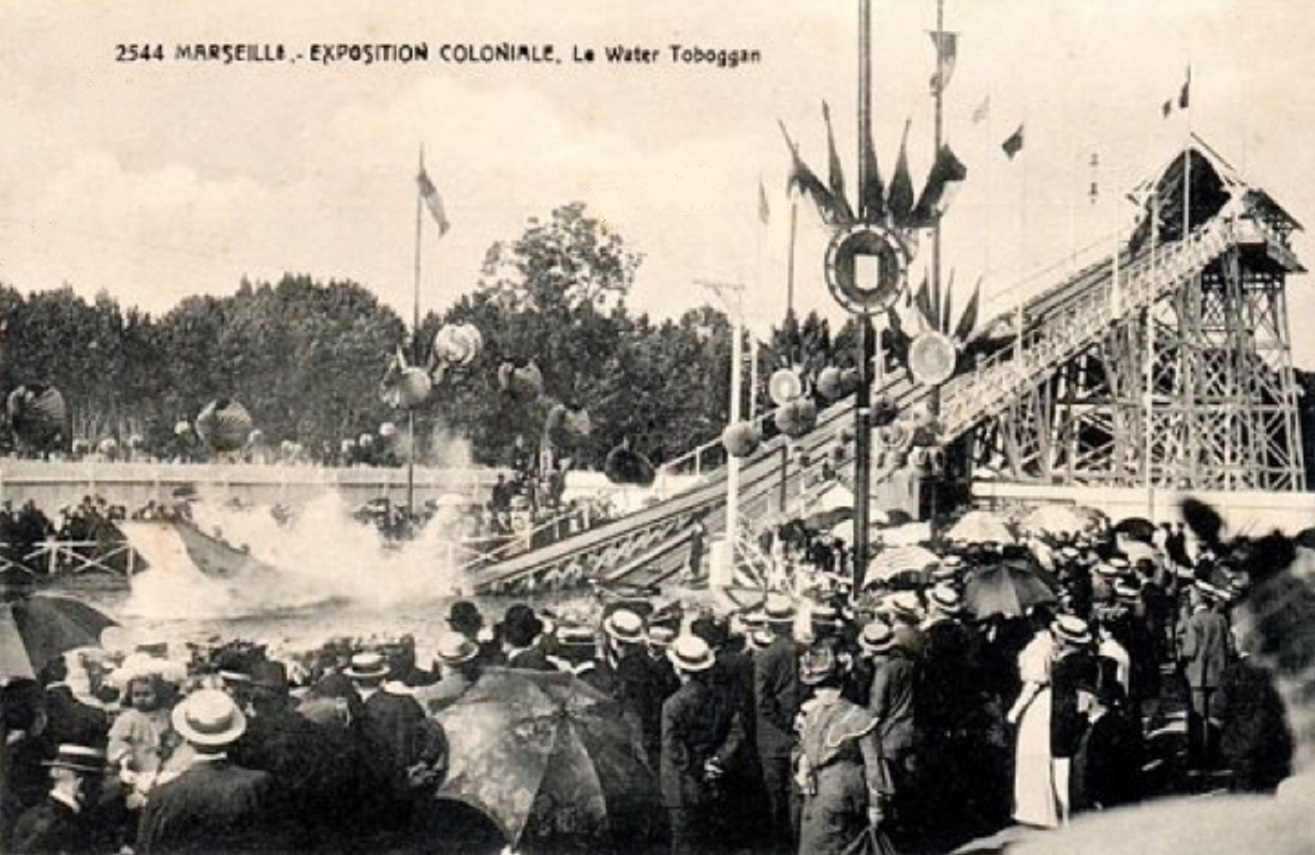
Water toboggan
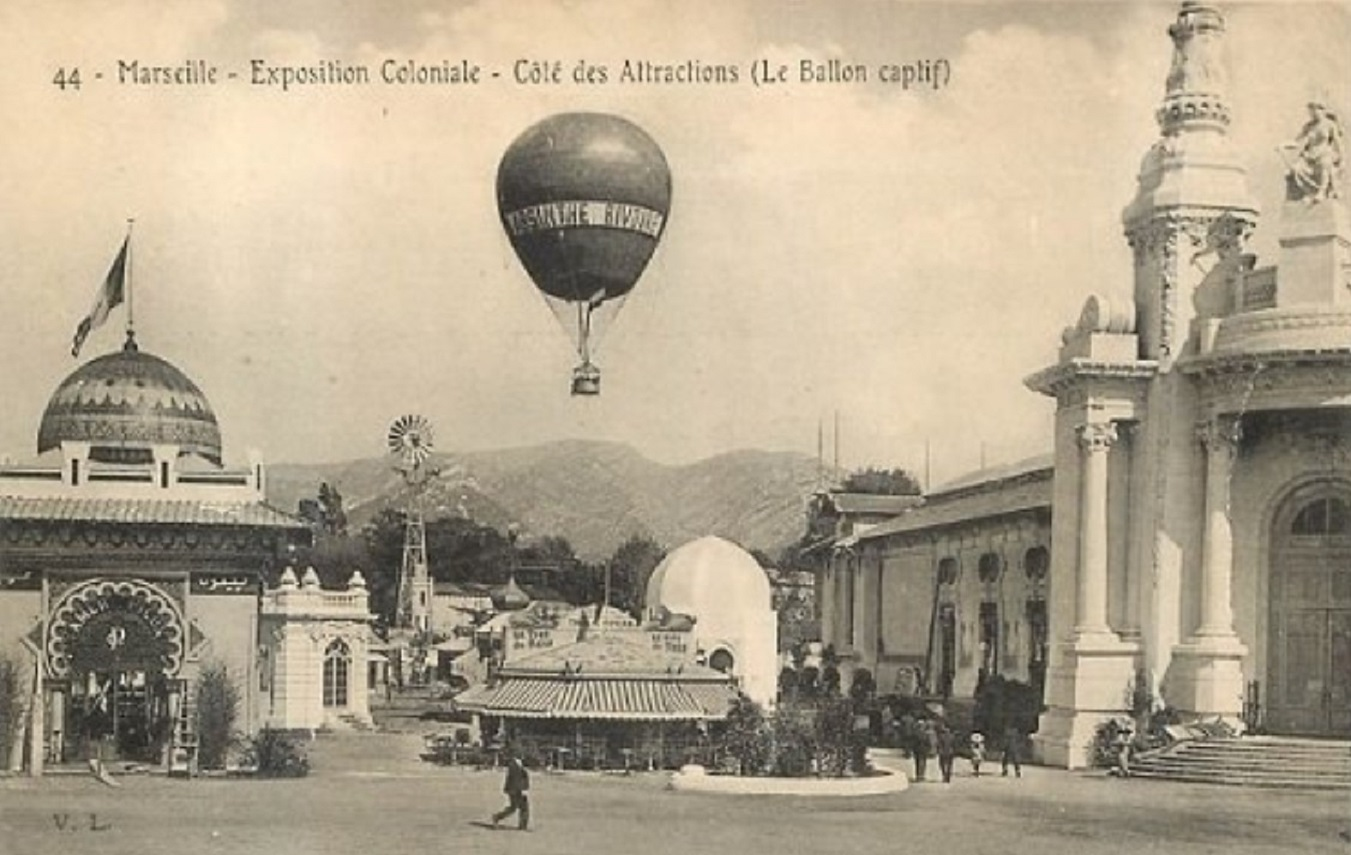
Ballon captif
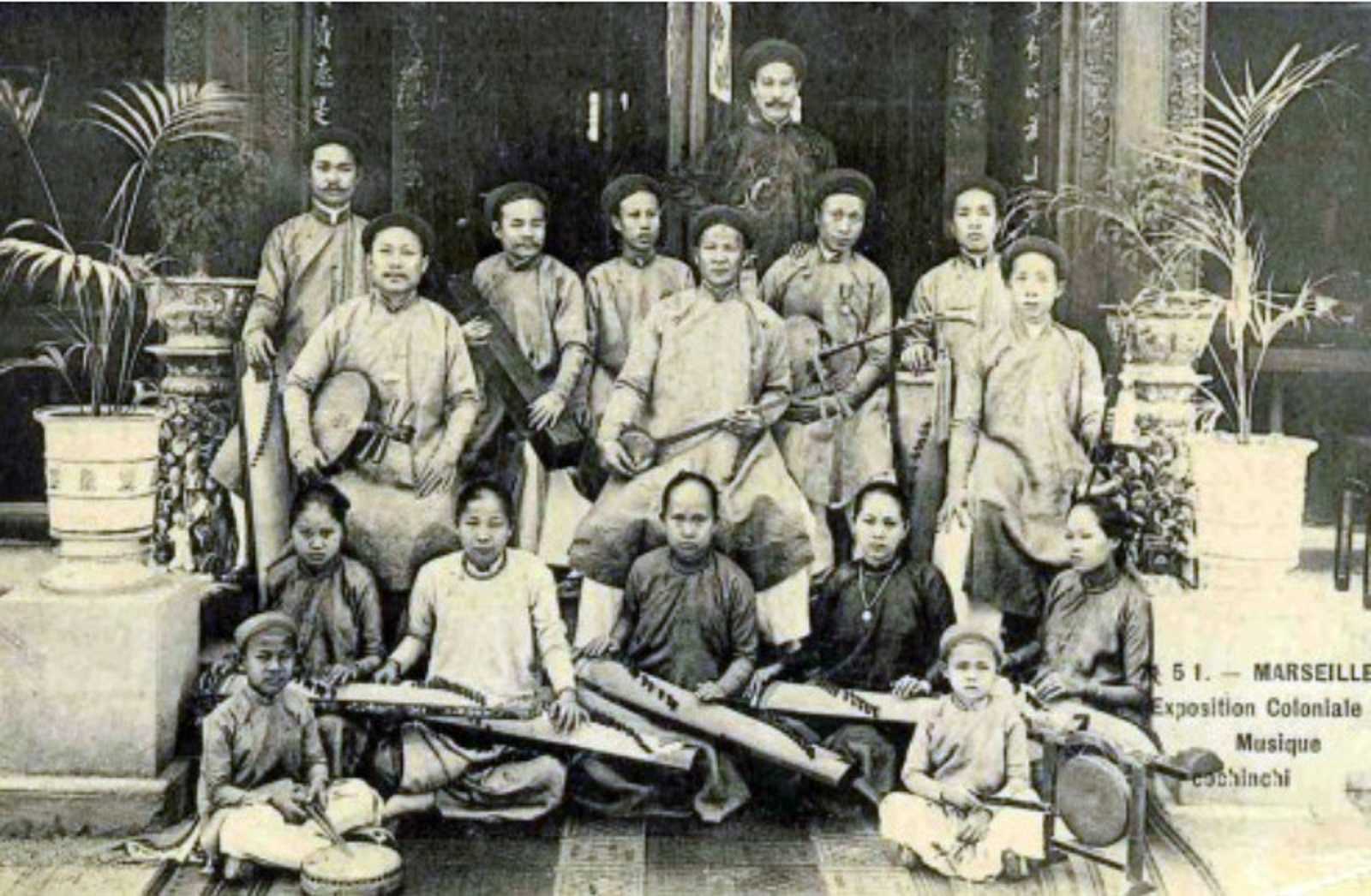
Musiciens de Cochinchine
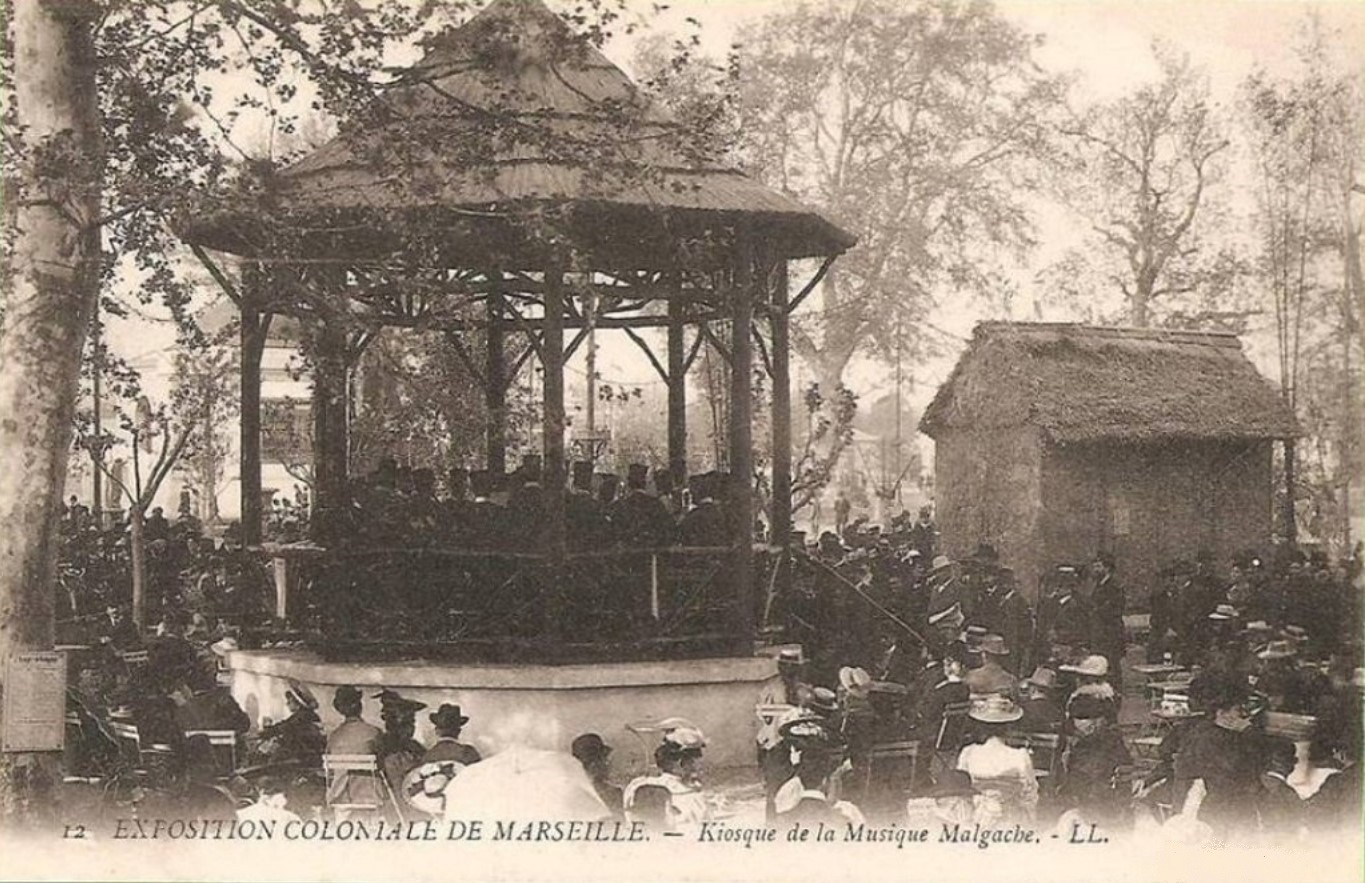
Kiosque de la musique malgache
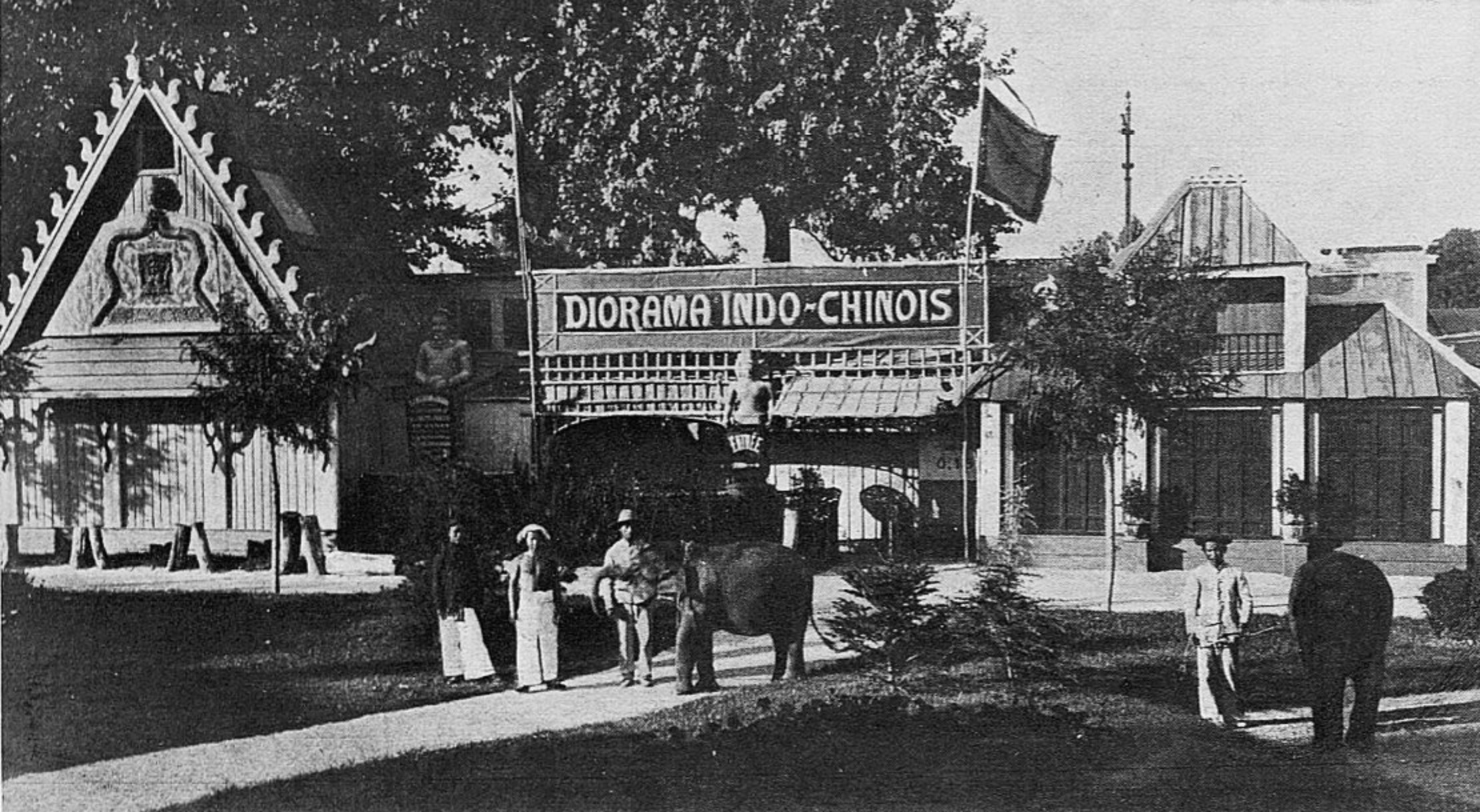
Diorama de l'Indo-Chine
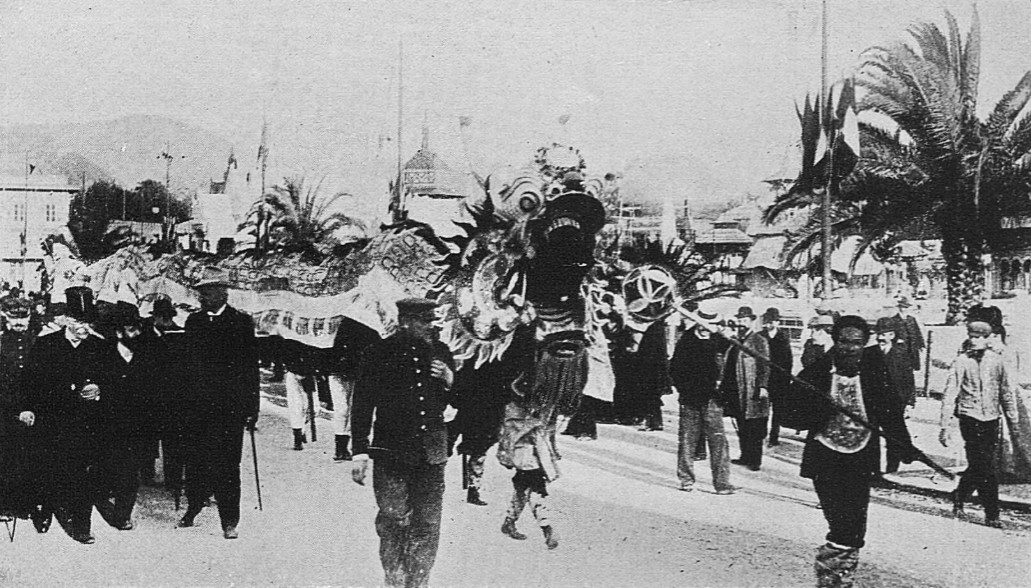
Procession cochinchinoise du dragon

### Médailles, prix et autres récompenses
Le chiffre total des récompenses décernées par le jury supérieur est de 5 253 pour environ 6 400 exposants. Les récompenses ont été réparties ainsi : 639 Grand-Prix ; 1 474 médailles d'or ; 1 696 médailles d'argent ; 825 médailles de bronze ; 619 mentions honorables.

### Publications
Le Comité organisateur décide de saisir l'occasion de l'exposition pour publier une série de livres sur les colonies. Il y a donc une commission des publications, présidée par M. Delibes avec pour vice-présidents MM. Clerc et P. Masson. Leur but est de détailler le développement de l'empire colonial de la France en lui-même et dans ses rapports avec l'activité économique de Marseille — une sorte d'explication historique et documentaire des faits dont l'exposition est l'illustration. Les auteurs sont tous Marseillais d'origine ou d'adoption. Treize volumes naissent ainsi, édités par la maison Barlatier et rassemblés dans une collection intitulée Les Colonies françaises au début du XXe siècle. Cinq ans de progrès (1900-1905),.

## Visiteurs de marque

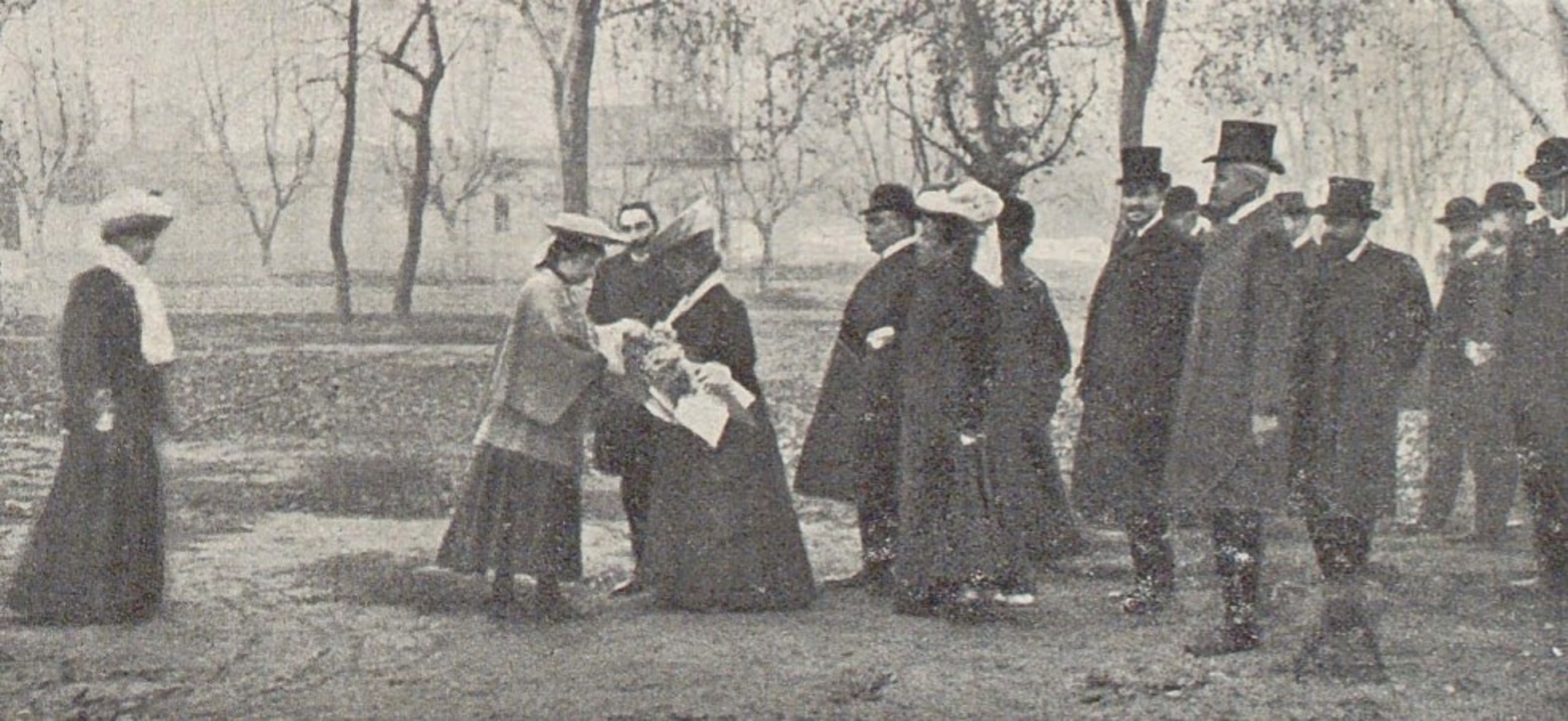
La reine de Madagascar Ranavalona III visite le chantier (1905).

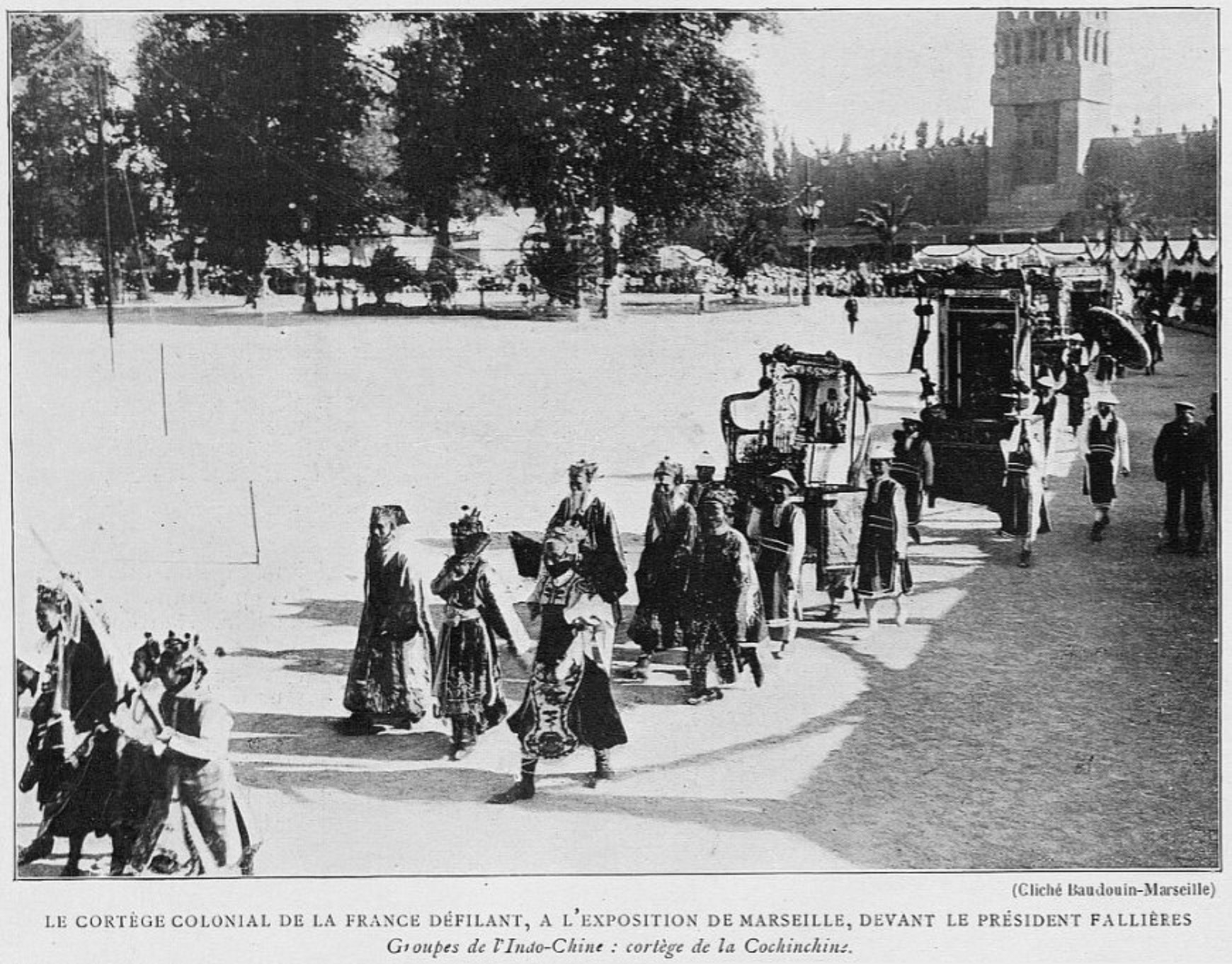
Défilé devant le président Fallières ; cortège de la Cochinchine

Il faut attendre le samedi 15 septembre 1906 pour que le président de la République Armand Fallières, accompagné de plusieurs ministres, rende enfin visite à l'exposition. Comme indiqué plus haute ddans la section « Inauguration », aucun représentant de l'État ne participe à l'inauguration de l'exposition. Selon Pinon, cette abstention vient de ce que ces messieurs ne voulaient pas être vus à choisir « entre le modéré M. Chanot, maire antiflaissiériste (pardon pour ce néologisme de la langue politique!) et le très radical et socialiste M. Estier, président du Conseil général ». Cependant, « rien ne réussit comme le succès »… Le lendemain, dimanche 16 septembre 1906, Fallières pose la première pierre du canal de Marseille au Rhône dit canal du Rove.
Le roi du Cambodge, Sisowath, visite l'exposition ; il arrive accompagné de danseuses cambodgiennes. Rodin, qui les rencontre le 10 juillet à Paris, est si fasciné par leurs mouvements qu'il les suit jusqu'à Marseille.
Parmi les visiteurs de marque on remarque aussi le roi du Cambodge, le roi du Djolof, Behanzin l'ex-roi du Dahomey se rendant en Algérie où il décède peu après, un maharadjah ainsi que diverses personnalités militaires, artistiques et littéraires : Lyautey, Galliéni, Mistral, Félix Ziem, Auguste Rodin…

### Clôture
L'exposition ferme ses portes en grande pompe le dimanche 18 novembre 1906. Le gouvernement, qui a esquivé l'inauguration, se presse à la cérémonie de clôture : sont présents le ministre des colonies Raphaël Milliès-Lacroix, son secrétaire particulier Émile Despax, Hugues Maurice André Méray secrétaire général au ministère des colonies, les sénateurs Paul Peytral et Marcel Saint-Germain, Joseph Chailley député et directeur général de l'union coloniale, les députés des Bouches-du-Rhône Antide Boyer, Maximilien Carnaud et Bernard Cadenat, Jean Dybowski inspecteur général de l'agriculture…
Cette journée est achevée par un cortège à la fois provençal et asiatique où la tarasque voisine avec le dragon oriental, et où les gardians de Camargue et les farandoleurs d'Arles sont escortés par un défilé annamite.

## Bilan
Cette exposition coloniale est un très grand succès. Dans une lettre, Maurice Delafosse écrit : « l'exposition de Marseille est vraiment tout à fait bien, très supérieure à tout ce que j'ai vu précédemment… Le public ne cesse de s'y presser en foule et l'entreprise fait des recettes ! chose que l'on n'avait jamais vue… C'est l'A.O.F. qui détient le gros succès, bien que l'Indochine ait fait quelque chose de merveilleux. Au point de vue de la présentation et de l'éducation du public, je donnerais le premier prix au Maroc et le second à l'A.O.F. ».
Côté politique des beaux-arts, la Société coloniale des artistes français, qui rivalise avec la Société des peintres orientalistes français et qui assume plus clairement son adhésion à l'idéologie coloniale française, prend l'ascendant sur cette dernière lors de cette exposition,.
Le succès porte non seulement sur l'aspect économique mais aussi sur deux aspects politiques majeurs.

### Les visiteurs et la presse
Les visiteurs, plus de 1 800 000, sont venus avant tout de Marseille mais également d'autres villes y compris étrangères car une grande publicité a été faite — mais pas par la presse nationale ou la presse parisienne qui sont, à l'image du gouvernement, pratiquement absentes jusqu'à la visite du président de la république ; ainsi on voit entre autres le botaniste et explorateur allemand Schweinfurth, qui visite l'exposition en août ou septembre, s'étonner « du silence de la presse parisienne sur un événement aussi national que celui-ci. » Par contre la presse étrangère se montre en général très flatteuse (la Gazette de Cologne est citée, nul doute de nombreux autres journaux étrangers pourraient l'être aussi). Deux journaux, La Gazette de Voss dans un article daté de Paris, et l'Ostsee Zeitung, dénigrent lourdement l'exposition - mais ce faisant leur langage révèle une origine officielle.

### Conséquences commerciales
Pour nombre de commerçants et producteurs, l'exposition est l'occasion de découvrir de nouveaux produits et/ou de trouver des sources d'approvisionnement. Madagascar est particulièrement signalé sur ce point : « Les résultats de l'Exposition de Madagascar figurent parmi les plus concluants, au moins au point de vue tout-à-fait immédiat, et il est permis d'espérer beaucoup de l'avenir. » Considérant uniquement les produits pouvant donner lieu à un commerce important, les contacts pris donnent des résultats effectifs pour une quinzaine d'affaires en regard de cette colonie. On voit ainsi les Rizeries de la Méditerranée s'accordant à des négociants de Madagascar pour l'achat des riz ; une maison de Marseille demande une fourniture régulière de dix tonnes de kapoka par mois…

### Renforcement des liens entre la France et ses colonies
L'exposition renforce fermement les liens entre les colonies et la France métropolitaine. Le Deutsche Kolonialblatt, journal officiel du département colonial du ministère des Affaires étrangères allemand, l'exprime très clairement en juin 1906 : 

« L'Exposition coloniale offre une image complète de l'importance de l'Empire colonial français. Elle permet de se faire une idée du développement considérable, tant économique que civilisateur, que les intérêts coloniaux français ont acquis au cours de ces dernières années et enfin elle exercera, à n'en pas douter, une profonde influence sur les rapports réciproques que les colonies entretiennent avec leur mère patrie. »

### Démonstration de la puissance coloniale française
L'exposition marque avec éclat l'expansion territoriale de la France d'outre-mer.

La Weser-Zeitung, grand journal de Brème, étudie l'Exposition en détail dans une série de « Causeries », distribuant louages et critiques à bon escient, et conclut : 

« À vouloir jeter un coup d'œil d'ensemble sur les quatre pavillons que je viens de critiquer pour en tirer une leçon, il nous faut avouer, et non sans envie, que l'on doit s'incliner devant le sérieux de ce travail colonial. La France ici ne parle pas seulement aux Français, mais au monde tout entier. Ces quatre pavillons suffisent à eux seuls pour assurer à l'Exposition coloniale une portée internationale. Nous avons trop l'habitude de considérer l'Angleterre comme l'alpha et l'oméga en matière coloniale, comme la puissance coloniale par excellence. C'est le plus grand titre de gloire de l'Exposition coloniale de Marseille de démontrer pratiquement qu'en France aussi on sait coloniser et que, nous autres Allemands, nous pouvons encore apprendre énormément de la France si nous voulons seulement nous en donner la peine. »

La presse anglaise n'est d'ailleurs pas en reste et est tout aussi élogieuse.

### Marseille et les colonies
L'exposition met aussi en pleine lumière le lien entre la ville de Marseille et les colonies. Pinon livre une boutade de style bien marseillais : « À l'Exposition coloniale, nous disait là-bas un « colonial », ce que l'on voit le plus, c'est Marseille, et ce qui apparaît le moins ce sont les colonies. » Et de la commenter : « Exagération qu'excuse le soleil marseillais et qui méconnaît ce que nous avons précisément essayé de montrer, à savoir que l'intérêt et la nouveauté de l'Exposition consistent beaucoup moins dans l'entassement de produits coloniaux que dans la démonstration concrète de ce que le travail des colonies peut apporter de prospérité à la métropole et, réciproquement, des réformes, des institutions nouvelles, des travaux, que les colonies attendent de celle-ci. » De fait, Marseille a dès l'Antiquité sinon avant encore, eu un commerce et une influence importants au moins dans les pays de la Méditerranée et un peu plus tard sur les côtes septentrionales de l'Afrique ; à partir du XVIIe siècle les établissements marseillais et provençaux ont créé la « France du Levant ». Les comptoirs marseillais ont eu une importance certaine dans l'est de l'Algérie et au XVIIIe siècle la Compagnie d'Afrique est maîtresse du commerce à Alger. À partir de 1720 les marseillais participent très activement à la colonisation des Antilles - Martinique, Saint-Domingue, Guyane… Deux provençaux, David le père et Castanier, ont été directeurs de la Compagnie des Indes. Les marseillais ont longtemps été les seuls colons français au Sénégal. Au XIXe siècle on les retrouve au Dahomey, en Côte d'Ivoire, en Guinée française. Leurs comptoirs côtiers servent de bases pour les expéditions d'exploration vers l'intérieur des terres..
Ce n'est donc pas (seulement) parce qu'elle est organisée à Marseille par des marseillais, qui fait que l'on retrouve Marseille en filigrane tout au long de l'exposition coloniale.
À la suite de cette exposition coloniale, deux autres marquent l'histoire : celles de Marseille en 1922 et de Paris en 1931.